# Horatio Nelson
Vous lisez un « bon article » labellisé en 2008.
Pour les articles homonymes, voir Nelson.
Horatio Nelson, 1er vicomte Nelson, duc de Bronte, né le 29 septembre 1758 à Burnham Thorpe et mort le 21 octobre 1805 au large du cap Trafalgar, est un vice-amiral britannique. Il s'est illustré pendant les guerres de la Révolution française et napoléoniennes. Sa victoire d'Aboukir en 1798 fait échec à l'expédition française d'Égypte et, l'année suivante, il contribue à la restauration de la maison de Bourbon-Siciles à Naples mais aussi à la répression impitoyable contre les républicains napolitains : les services rendus aux souverains napolitains lui valent le titre de duc de Bronte. Il cherche la bataille décisive contre le Danemark, membre d'une brève ligue des neutres, puis de nouveau contre les Français : il la trouve à Trafalgar en 1805 où il remporte une victoire complète sur les flottes conjointes de France et d'Espagne, établissant pour un siècle la suprématie de la Royal Navy ; mais il y perd la vie. Il est couramment appelé l’amiral Nelson par les Français et Lord Nelson par les Anglo-Saxons.
Nelson saura utiliser un large éventail de tactiques sans rester prisonnier de schémas traditionnels, au contraire de nombre de ses confrères ; ce qui lui vaudra une réputation d'officier insubordonné. Son sens de l'observation et sa faculté d'adaptation lui permettent d'agir très rapidement, prenant souvent de vitesse ses adversaires. Il a le don d'inciter les hommes à donner le meilleur d'eux-mêmes. Il suscite le dévouement et la loyauté de ses subordonnés et leur laisse en retour une grande liberté d'action. Son courage physique dans les combats et l'image d'héroïsme que lui valent ses nombreuses blessures en font de son vivant même une figure vénérée par la population britannique.
En 1798, alors qu'il est marié depuis 1787, Nelson a une liaison passionnée avec Emma Hamilton, l'épouse de l'ambassadeur britannique à Naples, William Hamilton. Emma vit ouvertement avec lui à son retour en Angleterre et lui donne une fille, Horatia.
Au moment de sa mort en 1805, Nelson est considéré comme un héros et reçoit des funérailles nationales. De nombreux monuments célèbrent sa mémoire, notamment la colonne Nelson au cœur de Trafalgar Square à Londres.

## Biographie

### Famille et enfance

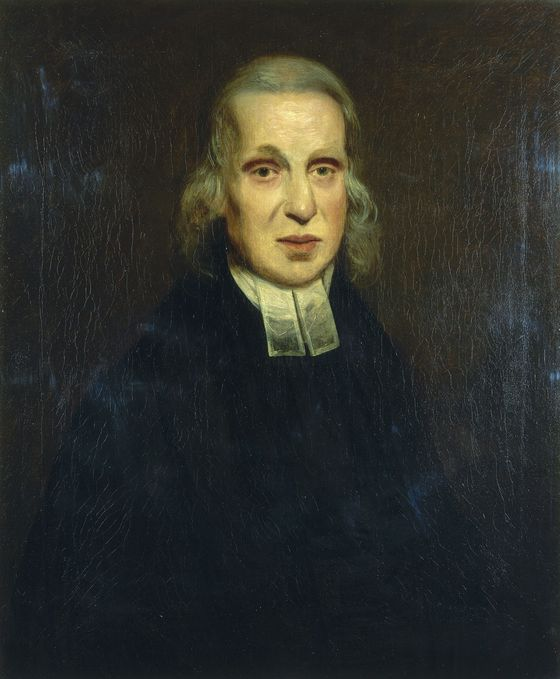
Le Révérend Edmund Nelson, père de Horatio.

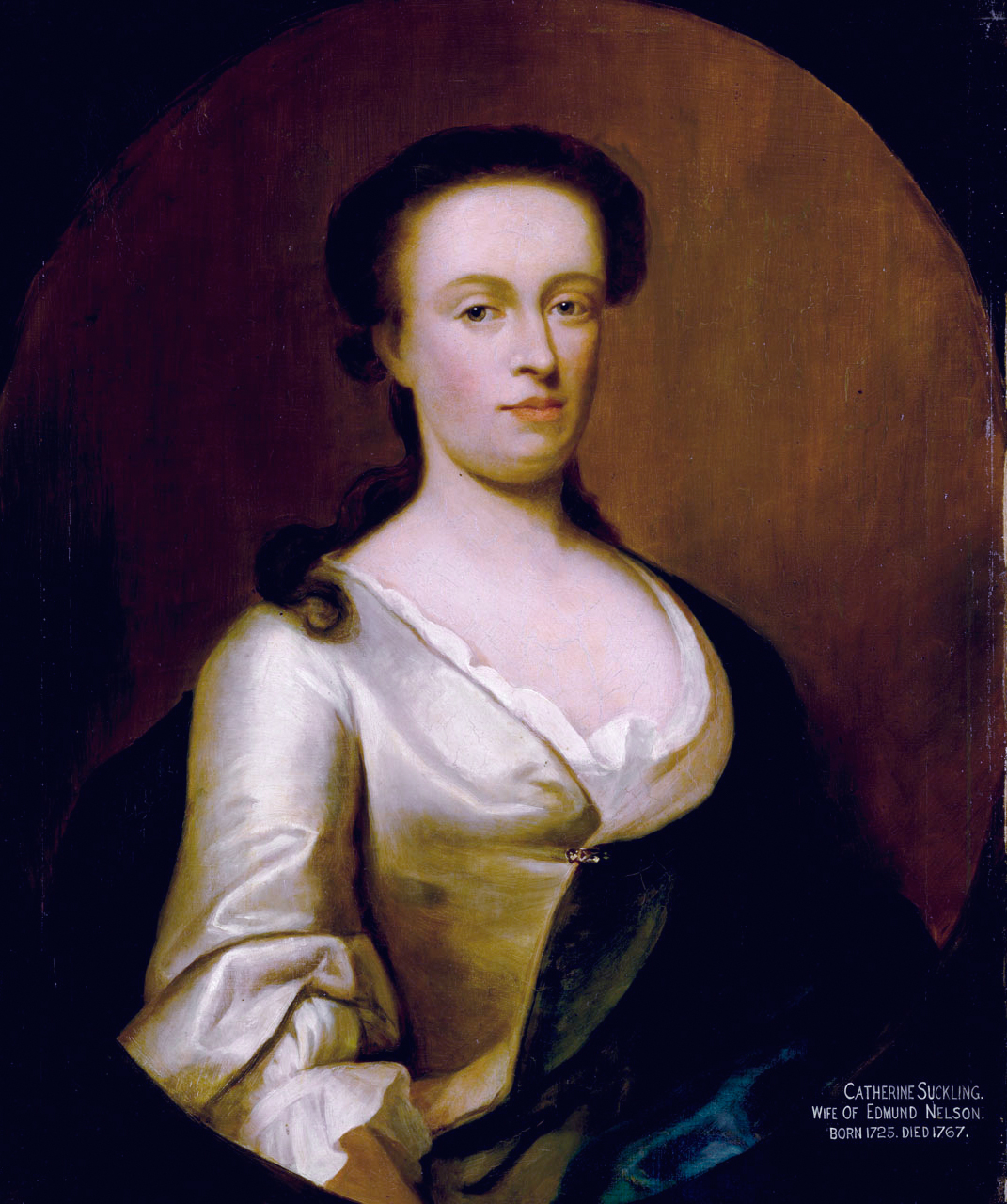
Catherine Suckling, mère de Horatio.

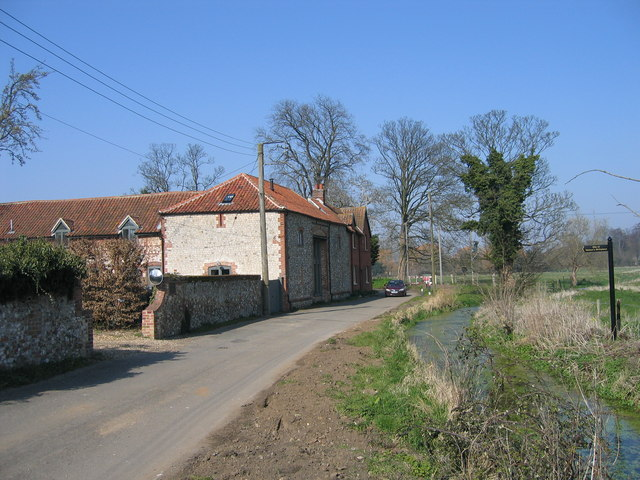
Le village de Burnham Thorpe. Le site du lieu de naissance de Nelson, détruit en 1803, se trouve derrière le mur à gauche

Horatio Nelson est né le 29 septembre 1758 à Burnham Thorpe dans le comté de Norfolk en Angleterre. Fils de bonne famille, il est le sixième des onze enfants du révérend Edmund Nelson et de Catherine Suckling. Certains de ces enfants sont toutefois morts en bas âge. Sa mère, qu'il perd à l'âge de neuf ans, était la petite-nièce de Lord Robert Walpole, comte d'Orford, considéré de facto comme le premier Premier ministre du parlement du Royaume-Uni. Catherine vivait dans le village de Barsham dans le comté du Suffolk et se maria avec Edmund le 11 mai 1749. Le nom de Horatio provient de son parrain, Horace Walpole.
Nelson étudie à la Paston Grammar School de North Walsham, où il se lie d'amitié avec plusieurs condisciples, comme Levett Hanson, correspondant de Nelson jusqu'à sa mort. Nelson étudie également à la Norwich School et il apprend la navigation à Barton Broad avant de s'engager dans la Royal Navy. Son oncle maternel, l'officier de marine Maurice Suckling avait décidé de s'occuper de l'avenir de Horatio pour aider Edmund à la mort de Catherine.

### Débuts de sa carrière navale
Sa carrière débute le 1er janvier 1771, quand il devient matelot et patron de canot sur le vaisseau de guerre de 3e rang HMS Raisonnable, commandé par Maurice Suckling, mais le départ est reculé de trois mois durant lesquels le Raisonnable entre à l'arsenal pour réparations et Horatio est renvoyé à l'école. À la mi-mars, après son arrivée à bord, Nelson est nommé aspirant et commence une formation d'officier. Nelson découvre qu'il souffre du mal de mer, un problème chronique qui le poursuivra le reste de sa vie.
Le HMS Raisonnable est armé durant une période de tension avec l'Espagne, mais quand le calme revient, Suckling passe sur le HMS Triumph, un navire de garde-côtes basé près du Nore. Il inscrit Horatio comme aspirant sur le Triumph mais préfère le faire embarquer sur un navire marchand où sa formation devrait être plus fructueuse. Nelson est envoyé pour servir à bord d'un Indiaman de l'entreprise de Hibbert, Purrier and Horton afin de s'aguerrir. À ce titre, il traverse deux fois l'océan Atlantique avant de retourner servir comme patron de canot pour Suckling, assurant les transports des hommes et des vivres avec la terre. Nelson apprend ensuite l'existence d'un projet d'expédition sous le commandement de Constantine John Phipps, destiné à enquêter sur un passage vers l'Inde par l'Arctique, le légendaire passage du Nord-Ouest. À sa demande, Suckling prend des dispositions pour que Nelson se joigne à l'expédition, comme aspirant à bord de la bombarde HMS Carcass commandée par Skeffington Lutwidge. L'expédition n'est pas en mesure de trouver un chemin à travers le pack et est contrainte de rebrousser chemin. Sur le voyage du retour de l'expédition vers la Grande-Bretagne en septembre 1773, Nelson retourne brièvement sur le Triumph, mais est, à la suite d'un arrangement de Suckling, transféré sur le HMS Seahorse, l'un des deux navires qui se préparaient à appareiller pour les Indes.
Nelson s'embarque pour les Indes, le 19 novembre 1773, arrivant à Madras le 25 mai 1774. Nelson et le HMS Seahorse passent le reste de l'année croisant au large de la côte et escortant des navires marchands. Avec le déclenchement de la première guerre anglo-marathe, la flotte britannique appuie la Compagnie britannique des Indes orientales et au début de 1775 le HMS Seahorse est envoyé escorter un navire de transport à Bombay, chargé de l'argent de la société. Le 19 février, le HMS Seahorse est attaqué par deux ketchs ennemis, mais les repousse après un bref échange de tirs. C'est la première participation à un combat de Nelson. Le reste de l'année est consacré à l'escorte des convois, Nelson continuant à apprendre la navigation. Le capitaine Suckling devient contrôleur de la Marine en 1775 et se sert de sa position pour favoriser la carrière de Nelson. Au début de 1776, Nelson contracte le paludisme. Gravement malade, il est libéré de son poste le 14 mars et retourne en Angleterre à bord du HMS Dolphin, passant les six mois du voyage retour jusqu'à son arrivée en septembre 1776 à récupérer. Son mentor, Suckling, a maintenant atteint le poste de Third Sea Lord (« Troisième Lord de la Mer ») et, par son influence, Nelson, encore aspirant, est désigné pour faire fonction de lieutenant à bord du HMS Worcester, puis se prépare à appareiller pour Gibraltar.

### Premiers commandements dans la guerre d'Amérique

#### Aux Caraïbes

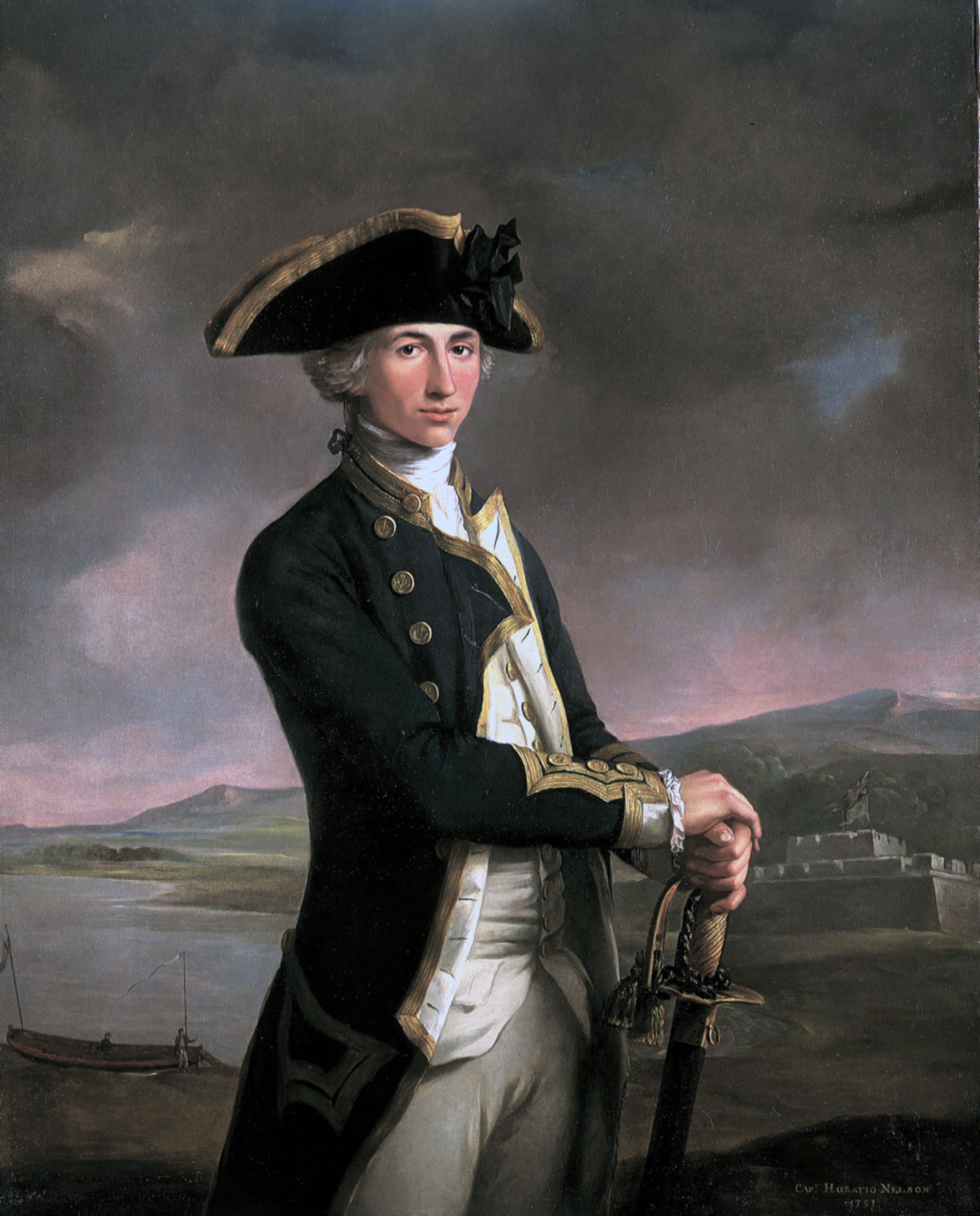
Le capitaine Horatio Nelson avec le Fort San Juan en arrière-plan, 1781. Cette peinture de John Francis Rigaud fut commencée et presque achevée avant la bataille. Nelson, alors lieutenant, reviendra avec le rang de capitaine. L'artiste rajoutera à ce moment les soutaches d'or des manches, qui témoignent de ce nouveau grade.

Le HMS Worcester, sous le commandement du capitaine Mark Robinson, escorte un convoi le 3 décembre et est de retour en Grande-Bretagne avec un autre convoi en avril 1777. À son retour, Nelson se rend à Londres pour passer son examen de lieutenant, ce qu'il fait le 9 avril, devant les capitaines John Campbell, Abraham Nord et son oncle Maurice Suckling. Nelson reçoit dès le lendemain son affectation comme lieutenant en second sur le HMS Lowestoffe qui se préparait à appareiller vers la Jamaïque sous les ordres du capitaine William Locker. Le navire navigue du 16 mai au 19 juillet et après s'être réapprovisionné, a effectué plusieurs voyages dans la mer des Caraïbes. Le déclenchement de la guerre d'indépendance des États-Unis est l'occasion pour Nelson de se distinguer. Le HMS Worcester capture plusieurs prises, dont l'une sera utilisée comme annexe et renommée Little Lucy. Nelson demande et reçoit son commandement et le dirige durant deux voyages. Locker, impressionné par les capacités de Nelson, le recommande au nouveau commandant en chef à la Jamaïque, Sir Peter Parker, lequel prend Nelson sur son navire amiral, le HMS Bristol. L'entrée des Français dans la guerre, appuyant les Américains, apporte d'autres objectifs pour la flotte de Parker et un grand nombre de prises sont faites fin 1778, ce qui permet à Nelson d'obtenir des parts de prise pour un montant d'environ 400 £, soit une prime correspondant à plus de 2 ans 1/2 de solde.
Parker le nomme comme « Master and Commander » du brick HMS Badger le 8 décembre. Nelson et le HMS Badger passent la majeure partie de 1779 au large de la côte d'Amérique centrale, allant dans les colonies britanniques du Honduras et du Nicaragua, mais sans beaucoup d'interception de navires ennemis. À son retour à Port Royal, il apprend que Parker l'a promu capitaine le 11 juin et lui donne une autre affectation. Nelson, qui n'a à l'époque que vingt ans, remet le HMS Badger à Cuthbert Collingwood en attente de l'arrivée de son nouveau navire, une frégate de 28 canons capturée à la France et intégrée à la Royal Navy sous le nom de Hinchinbrook. Alors que Nelson patiente, des informations sur une flotte française commandée par Charles Henri d'Estaing approchant de la Jamaïque lui sont connues. Parker se hâte d'organiser sa défense, mettant Nelson au commandement du Fort Charles qui protégeait l'approche de Kingston. Mais d'Estaing fait route au nord, ne concrétisant jamais l'invasion supposée. Après cette alerte, Nelson reçoit le commandement du HMS Hinchinbrook le 1er septembre.
Le HMS Hinchinbrook appareille de Port Royal le 5 octobre 1779 et après s'être joint à plusieurs autres navires britanniques, capture un certain nombre de navires américains. À son retour en Jamaïque, en décembre, Nelson commence à être atteint de crises répétées de paludisme, mais il reste dans les Antilles sous les ordres de John Dalling, gouverneur de la Jamaïque. Après l'entrée de l'Espagne dans la guerre d'indépendance des États-Unis en juin 1779, Nelson participe à la tentative de capture des colonies espagnoles en Amérique centrale. Il commande la petite escadre de l'expédition contre la forteresse de San Juan au Nicaragua. Le HMS Hinchinbroke navigue dans les eaux de la Jamaïque en février 1780 comme escorte du corps expéditionnaire et après avoir atteint l'embouchure du Colorado, Nelson commande la prise d'un avant-poste espagnol. Il reçoit des félicitations pour ce succès rapide mais le corps expéditionnaire est décimé par les fièvres et Nelson, malade, doit être évacué avant la fin du siège.
Il est affecté au commandement de la frégate de 44 canons HMS Janus. Nelson est toutefois tombé gravement malade dans la jungle, probablement atteint par une nouvelle crise de paludisme et n'est pas en mesure de prendre le commandement du navire. Il est déchargé de son commandement en août et renvoyé en Grande-Bretagne à bord du HMS Lion. Il arrive à la fin novembre et passe les mois suivants à récupérer.

#### Capitaine de l’Albemarle
Recouvrant peu à peu la santé, Nelson réclame une affectation. Le 15 août 1781, il reçoit le commandement de la frégate HMS Albemarle. Le 23 octobre, il est chargé de conduire l’Albemarle en mer afin d'encadrer un convoi de la Compagnie de Moscovie d'Elseneur jusqu'en Grande-Bretagne. Pour ce faire, les frégates HMS Argo et HMS Enterprize sont également placées sous son commandement. Le convoi est escorté en Grande-Bretagne avec succès, malgré d'importantes tempêtes. Mal conçue, l’Albemarle subit des dégâts considérables lors des coups de vent qu'elle doit affronter, et a presque été détruite après une collision avec un navire du convoi. Nelson ramène finalement l’Albemarle à Portsmouth en février 1782. Là, le navire est réparé et Nelson reçoit l'ordre d'escorter un autre convoi partant de Cork pour le Québec. Nelson arrive au large de Terre-Neuve à la fin du mois de mai, avant de repartir chasser des corsaires américains. Nelson échoue dans sa quête, reprenant malgré tout plusieurs marchands britanniques capturés, et capturant un certain nombre de petits bateaux. En août, il échappe après une longue poursuite à une flotte menée par Louis-Philippe de Vaudreuil. Il retourne au Québec le 18 septembre, puis navigue de nouveau comme escorteur jusqu'à New York, arrivant à la mi-novembre et rencontrant l'amiral Samuel Hood, commandant de la flotte britannique basée là-bas. À la demande de Nelson, Hood le transfère avec son navire à sa flotte et il navigue avec lui jusqu'à son départ à destination des Antilles en novembre. À leur arrivée, la flotte prend position au large de la Jamaïque, en attendant l'arrivée de la flotte française de Vaudreuil. Nelson et l’Albemarle sont envoyés pour trouver des traces de l'ennemi, mais au début de 1783, il est devenu clair que les Français ont échappé à Hood. Pendant ce temps, Nelson avait concocté un plan pour mener l'assaut de la garnison française des îles Turques-et-Caïques. Prenant le commandement d'une petite flottille de frégates et de navires de taille modeste, il débarque, le 8 mars, 167 hommes et soutient leur avancée grâce à des bombardements. Les Français tiennent tête et Nelson est forcé de battre en retraite après plusieurs heures. Nelson est critiqué par plusieurs des officiers impliqués, mais Hood ne semble pas l'avoir réprimandé. Nelson passe le reste de la guerre à croiser dans les Antilles, capturant un certain nombre de navires français et espagnols. Après l'annonce de la paix, Nelson est renvoyé chez lui, arrivant en Grande-Bretagne à la fin du mois de juin 1783.

#### Fortune de mer à Niévès et mariage

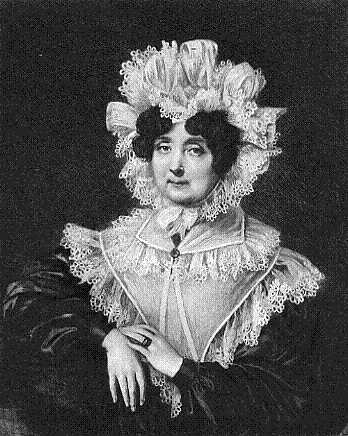
Frances « Fanny » Nisbet, Lady Nelson.

Nelson se rend à Saint-Omer en France à la fin de l'année 1783 avec des amis, et tente brièvement d'apprendre le français. Il retourne en Angleterre en janvier 1784. Attiré par la politique, il envisage de se présenter au Parlement lors des élections en tant que partisan de William Pitt le Jeune mais n'est pas en mesure d'obtenir un siège. Il reçoit à la place le commandement de la frégate HMS Boreas (en) et est affecté à l'application des Actes de navigation dans les environs d'Antigua. Désormais considérés comme étrangers, les navires américains ne sont plus autorisés à commercer avec les colonies britanniques en mer des Caraïbes, une règle impopulaire à la fois dans les colonies et pour les Américains. Il sert sous l'amiral Richard Hughes mais entre souvent en conflit avec lui au sujet de l'interprétation des Actes de navigation.
Après avoir saisi quatre navires américains au large de Niévès, Nelson est poursuivi par les capitaines des navires pour « saisie illégale ». Comme les marchands de Niévès les soutenaient, Nelson risque l'emprisonnement et doit rester séquestré sur le Boreas pendant huit mois. Il faut du temps pour que les tribunaux déboutent les capitaines de leurs prétentions, mais dans l'intervalle, Nelson rencontre Frances Nisbet, plus connue sous le surnom de « Fanny », une veuve originaire de Niévès qui a déjà un fils de cinq ans prénommé Josiah. Nelson et Fanny se marient le 11 mars 1787 vers la fin de son service dans les Caraïbes. Nelson retourne en Angleterre, arrivant en juillet, et Fanny le rejoint plus tard. Fanny se révéla être une amie fidèle du père de Horatio.

### D'une guerre à l'autre

#### Période de paix
Nelson demeure avec le Boreas jusqu'à ce que celui-ci soit payé en novembre 1787. Avec Fanny, il partage ensuite son temps entre Londres et Bath, visitant occasionnellement ses amis dans le Norfolk. Ils s'installent finalement en 1788 dans sa maison d'enfance à Burnham Thorpe. Désormais en demi-solde, il tente de persuader l'Amirauté et d'autres personnes haut placées, comme Hood, de lui fournir un commandement. Il échoue dans sa requête car trop peu de navires sont disponibles dans la marine en temps de paix et Hood refuse de l'aider.
En 1792, la guerre reprend en Europe entre la nouvelle République française et les États continentaux du Saint-Empire. Le gouvernement révolutionnaire français annexe les Pays-Bas autrichiens — l'actuelle Belgique — qui sont traditionnellement considérés comme un « État tampon ». Nelson est rappelé et reçoit le commandement du vaisseau de 64 canons HMS Agamemnon en janvier 1793. Le 1er février, la France déclare la guerre à la Grande-Bretagne qui rejoint la Première Coalition.

#### Service dans la mer Méditerranée
Nelson navigue en mai sous le commandement du vice-amiral William Hotham, dont la flotte est rejointe plus tard dans le mois par le reste de la flotte de Samuel Hood. Ils naviguent tous ensemble vers Gibraltar avec l'intention d'établir la supériorité navale britannique dans la mer Méditerranée, et s'arrêtent à Toulon, s'ancrant au large du port en juillet. La ville est en grande partie sous le contrôle des républicains modérés et des royalistes, mais est menacée par les forces de la Convention nationale qui marchent sur la ville. À court de vivres et doutant de leur capacité à se défendre par eux-mêmes, les autorités de la ville demandent à Hood qu'il prenne la ville sous sa protection. Hood accepte et envoie Nelson vers les Royaumes de Sardaigne et de Naples pour demander des renforts. Après le débarquement de détachements de Sardaigne, Nelson arrive à Naples au début du mois de septembre. Il y rencontre Ferdinand Ier des Deux-Siciles accompagnant l'ambassadeur britannique, William Hamilton. Lors des négociations en vue de l'envoi de renforts, Nelson rencontre pour la première fois la nouvelle femme d'Hamilton, Emma Hamilton. Les négociations sont rapides et 2 000 hommes et plusieurs navires sont rassemblés à la mi-septembre. Nelson prend la mer pour poursuivre une frégate française, mais échouant à la rattraper, s'embarque pour Livourne, puis la Corse. Quand il arrive à Toulon le 5 octobre, le siège de la ville par les troupes républicaines a commencé. Une grande armée française occupe les collines entourant la ville et la bombarde. Hood espère tout de même que la ville pourra tenir si plus de renforts arrivent et dans le même temps envoie Nelson se joindre à un escadron au large de Cagliari.

#### La Corse et le siège de Calvi

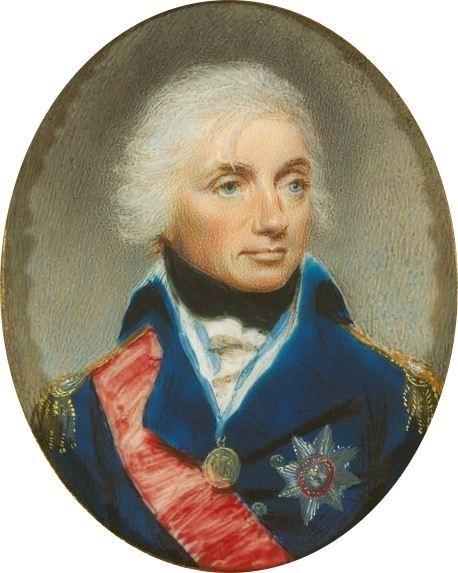
Portait de Horatio Nelson par Robert Bowyer

Au début de la matinée du 22 octobre 1793, l’équipage de l’Agamemnon détecte cinq navires au loin. Nelson met le cap sur eux et voit finalement une escadre française. Nelson donne rapidement la chasse, tirant sur le 40 canons Melpomene. Il inflige des dommages considérables au navire mais les autres embarcations françaises entrent aussi dans la bataille et, se rendant compte qu'il était à court de munitions, Nelson se retire et met le cap vers Cagliari, y arrivant le 24 octobre. Après avoir effectué les réparations, Nelson navigue de nouveau le 26 octobre à destination de Tunis avec un escadron sous les ordres du Commodore Robert Linzee. À l'arrivée, Nelson se voit confier le commandement d'un petit escadron composé de l’Agamemnon, trois frégates et un sloop, et a l'ordre d'organiser le blocus de la garnison française en Corse. À la fin du mois de décembre, les succès britanniques dans la mer Méditerranée sont contrariés par la prise de Toulon. Hood a échoué à prendre des dispositions appropriées pour un retrait et dix-huit navires de ligne tombent dans les mains des Républicains. Avec ce contexte, la mission de Nelson en Corse prend une importance accrue, car l'île pourrait fournir une base navale près des côtes françaises et les Britanniques disposaient du soutien de Pascal Paoli. Hood renforce l'escadre de Nelson avec d'autres navires, que Nelson utilise pour améliorer son blocus au cours du mois de janvier 1794.
Des troupes britanniques débarquent sur l'île le 7 février et Nelson intensifie le blocus au large de Bastia. Il passe la fin du mois à effectuer des raids le long de la côte en interceptant des navires ennemis. À la fin du mois de février, la ville de Saint-Florent tombe et les troupes britanniques sous le commandement du lieutenant-général David Dundas arrivent à la périphérie de Bastia. Toutefois, Dundas, évaluant les positions ennemies, se retire, arguant du fait que les Français étaient trop bien en place pour tenter un assaut. Nelson convaincu de l'importance de l'assaut, essaye de plaider pour une attaque auprès de Hood, mais les débats prolongés entre l'armée et les commandants de la marine font que Nelson ne reçoit pas l'autorisation de démarrer l'attaque avant la fin du mois de mars. Nelson commence à mettre à terre une partie de ses canons de ses navires et les place dans les collines entourant la ville. Le 11 avril, l'escadre britannique entre dans le port et ouvre le feu, tandis que Nelson prend le commandement des forces terrestres et ordonne le bombardement. Après quarante-cinq jours de combat, la ville se rend et Nelson commence alors à préparer un assaut sur Calvi en compagnie du lieutenant-général Charles Stuart.
Les deux hommes effectuent un débarquement le 19 juin et commencent immédiatement à placer les canons pour occuper les hauteurs qui entourent la ville. Alors que Nelson dirige un bombardement continu des positions ennemies, Stuart fait avancer ses hommes. Le 12 juillet, Nelson est à l'une des batteries quand un tir ennemi touche l'un des sacs de sable protégeant la position, pulvérisant du sable et des pierres sur Nelson et d'autres soldats. Touché à l'œil, Nelson est forcé de partir de la position. Il est rapidement soigné et retourne au combat. Le 18 juillet, la plupart des positions ennemies sont détruites, et à la nuit tombée, Stuart appuyé par Nelson, donne l'assaut de la principale position défensive et la capture. Repositionnant rapidement leurs canons, les Britanniques font subir à Calvi un bombardement constant, et la ville capitule le 10 août. La vision de Nelson est irrémédiablement endommagée et il perd en fin de compte la vue de son œil droit.

#### Gênes et le combat duÇa Ira

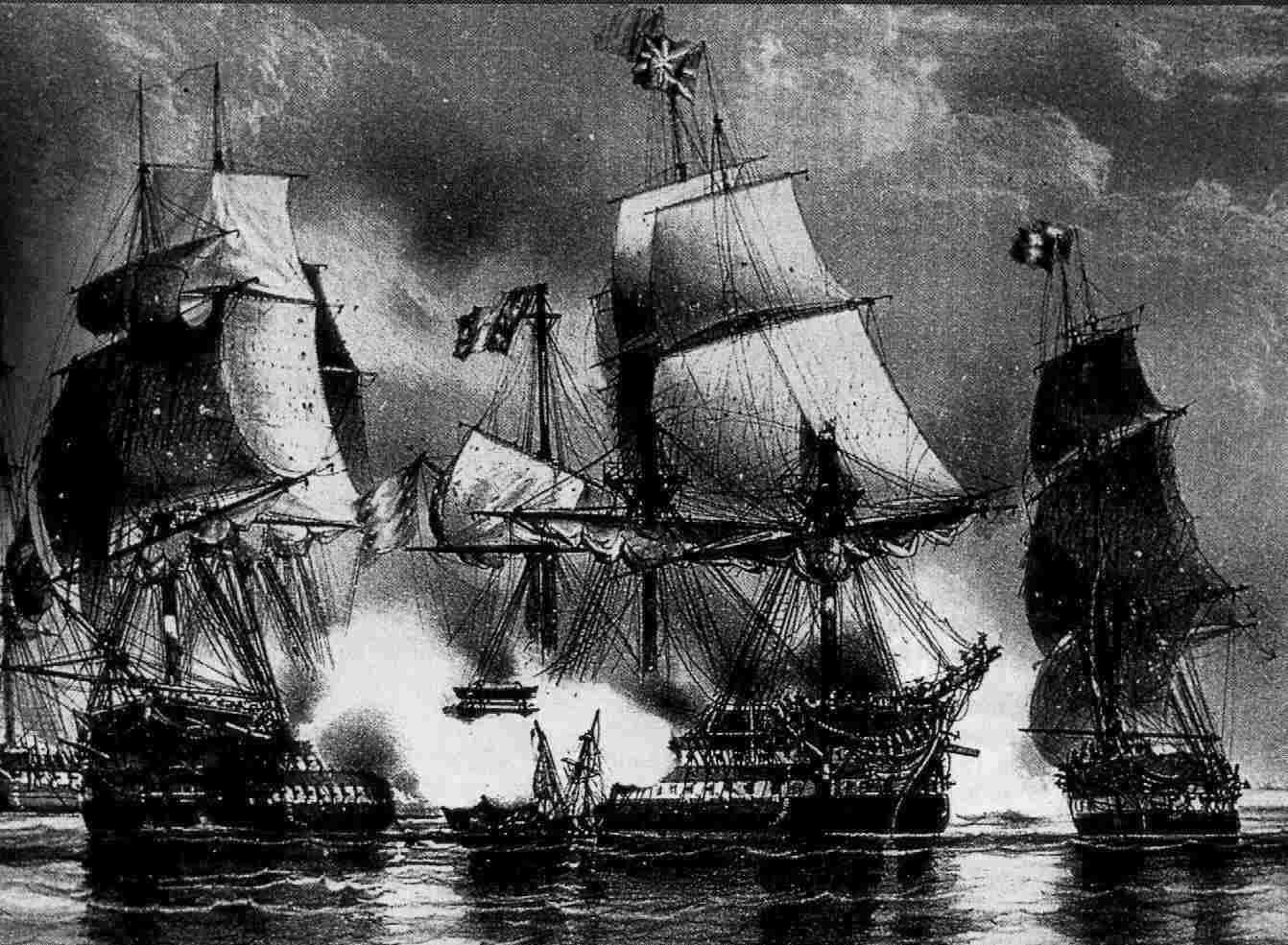
Le combat du Ça Ira près de Noli le 14 mars 1795.

Après l'occupation de la Corse, Samuel Hood envoie Nelson à Gênes afin d'entamer des relations avec un allié potentiel important stratégiquement. Hood retourne ensuite en Angleterre, pour être remplacé par l'amiral William Hotham en tant que commandant en chef dans la Méditerranée. Nelson arrive à Livourne et alors que l’Agamemnon est en réparation, il a une brève liaison avec une femme, Adelaide Correglia. Hotham arrive avec le reste de la flotte en décembre, et l’Agamemnon navigue sur un certain nombre de croisières avec eux à la fin de l'année 1794 et au début de 1795.
Le 8 mars, Hotham apprend que la flotte française est en mer et met le cap pour la Corse. Il prend immédiatement la mer pour l'intercepter, avec un Nelson impatient de faire sa première bataille en flotte. Les Français sont réticents à engager le combat, et les deux flottes se suivent jusqu'au 12 mars, date où les Britanniques sont à portée de vue. Mais le lendemain, deux des navires français entrent en collision, en laissant le navire de 84 canons Ça Ira endommagé et à la traîne par rapport à la flotte française. Le capitaine Thomas Fremantle, à bord du HMS Inconstant de36 canons saisit l'occasion et ouvre le feu. Le Ça Ira riposte et son énorme supériorité de feu force Fremantle à s'éloigner. L’Agamemnon passe devant bien que le navire de Nelson soit également moins armé et doté de moins d'hommes que le Ça Ira. Deux autres navires français, le Sans-Culotte et le Jean Bart approchent de l'échange de tirs. Nelson continue cependant à rapprocher l’Agamemnon et des tirs de bordée s'échangent avec le Ça Ira pendant deux heures et demie, jusqu'à ce que l'arrivée des deux plus grands navires français force Nelson à se rabattre. De lourdes pertes et des dommages considérables sont infligés au Ça Ira. Les deux flottes continuent à se suivre, avant de finalement reprendre contact le 14 mars, et la bataille de Gênes débute. Nelson se joint aux autres navires britanniques en attaquant sa proie précédente, le Ça Ira, depuis remorqué par le Censeur. Fortement endommagés, les navires français sont finalement forcés de se rendre et Nelson prend possession du Censeur. La flotte française abandonne son plan d'invasion de la Corse et retourne au port.

#### Escarmouches et retraite de l'Italie
Nelson et la flotte restent en mer Méditerranée pendant l'été, et le 4 juillet l’Agamemnon appareille de Saint-Florent avec une petite force composée de frégates et de sloops, à destination de Gênes. Le 6 juillet, il se heurte à la flotte française et se trouve lui-même poursuivi par plusieurs navires de ligne beaucoup plus grands que lui. Il accélère pour retourner à Saint-Florent, juste avant l'arrivée de la poursuite française, qui rompt le combat et bat en retraite à la suite de l'alerte donnée par Nelson aux canons de la flotte britannique dans le port. Hotham commence la poursuite, suivant les Français aux îles d'Hyères. Un certain nombre de petits engagements sans actions décisives sont menés, et à la consternation de Nelson, il y a eu peu d'action.
Nelson est ensuite retourné vers Gênes, interceptant et inspectant des navires de commerce, et attrapant les navires suspects se rendant dans les ports ennemis et neutres. Il établit des plans ambitieux pour faire obstacle à la progression de l'Armée d'Italie, mais qui suscite peu d'intérêt de la part d'Hotham. En novembre, Hotham est remplacé par Hyde Parker, mais la situation en Italie se détériore rapidement, avec les Français faisant des raids autour de Gênes, et un fort sentiment jacobin au sein même de la ville. Finalement, un grand assaut français à la fin du mois de novembre casse les lignes alliées, et, en dépit des tentatives de Nelson pour sauver la situation en couvrant la retraite, il a trop peu de navires et les Britanniques sont forcés de se retirer des ports italiens. Nelson retourne en Corse, le 30 novembre, avec la colère de l'échec britannique, et des doutes sur le futur de sa carrière dans la Royal Navy.

#### John Jervis et l'évacuation de la Méditerranée
En janvier 1796, le poste de commandant en chef de la flotte en mer Méditerranée est transmis à John Jervis, qui nomme Nelson commodore et lui laisse une certaine liberté sur l'organisation du blocus de la côte française. Il passe la première moitié de l'année à faire obstacle aux opérations françaises et à renforcer les positions anglaises et de ses alliés italiens. Malgré quelques succès en interceptant des petits navires de guerre français, Nelson commence à sentir que la présence britannique sur la péninsule italienne est en passe de devenir inutile.
En juin, l’Agamemnon est renvoyé en Grande-Bretagne pour des réparations et Nelson est nommé au commandement du navire de 74 canons Captain. C'est également le même mois que les Français investissent Livourne et sont sur le point de capturer la ville. Nelson se précipite pour superviser l'évacuation des ressortissants britanniques et pour les transporter en Corse, puis Jervis lui ordonne de faire un blocus autour du port capturé par les Français. En juillet, il supervise l'occupation de l'île d'Elbe, mais en septembre, les Génois abandonnent leur neutralité pour se déclarer en faveur de la France. En octobre, l'avance des Français est telle que l'Amirauté conclut que la flotte ne peut plus être approvisionnée et ordonne l'évacuation de la Méditerranée. Nelson aide à superviser le retrait de Corse et, en décembre 1796, il est à bord de la frégate Minerve, récemment prise aux Français, pour assurer l'évacuation de la garnison de l'île d'Elbe. Il navigue ensuite vers Gibraltar.
Une frégate espagnole, la Santa Sabina, est capturée et le lieutenant Thomas Hardy prend en charge le navire capturé. Le lendemain matin, deux navires de ligne espagnols et une frégate apparaissent. Nelson pense qu'il n'a pas d'autre choix que d'engager le combat. Mais Hardy, afin de sauver son commodore, sacrifie son propre navire en attirant sur lui le feu espagnol, laissant la voie libre à Nelson pour fuir. Le Santa Sabina est récupéré par les Espagnols et Hardy est capturé. Le capitaine espagnol qui était à bord de la Minerve est par la suite échangé contre Hardy à Gibraltar.

### À la tête d'une flotte

#### Bataille du cap Saint-Vincent

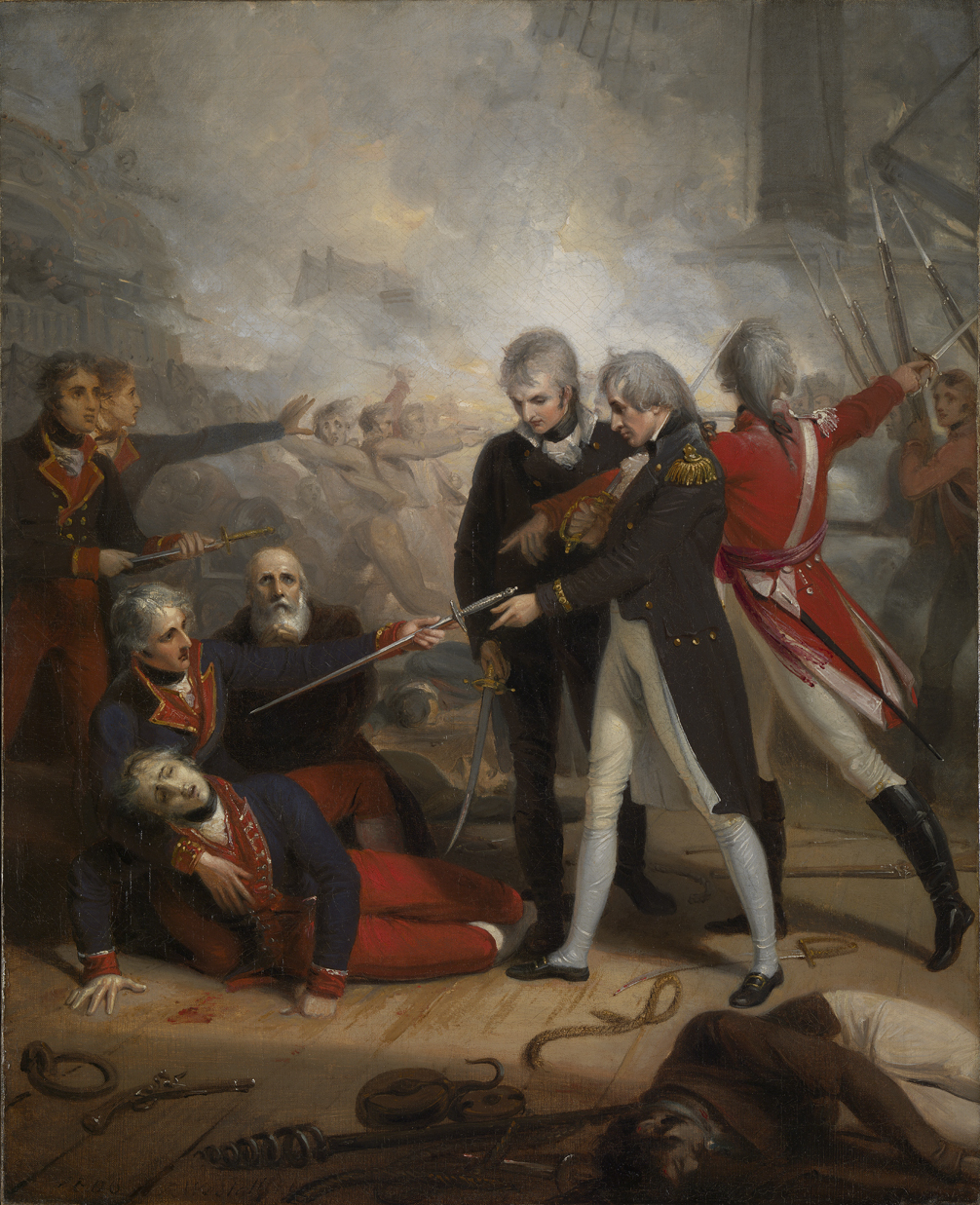
Nelson receiving the surrender of the San Nicolas at the Battle of Cape St Vincent par Richard Westall, 1806.

Nelson, désormais commodore, rejoint la flotte de John Jervis au large du cap Saint-Vincent et signale la présence d'une flotte espagnole qui avait appareillé de Carthagène. Jervis souhaite engager le combat et les deux flottes se rencontrent le 14 février. Nelson se trouve à l'arrière de la ligne britannique, et réalise qu'il faudra un long moment avant qu'il puisse entrer en action. Il effectue alors son premier acte de désobéissance aux ordres. Au lieu de continuer à suivre la ligne, il change de cap, pour engager la bataille avec une division espagnole composée du 112 canons San José, du 80 canons San Nicolás et du 130 canons Santísima Trinidad. Il les combat tous les trois, assisté par le HMS Culloden venu à l'aide de Nelson. Après un duel d'artillerie d'une heure, le Captain et le Culloden sont fortement endommagés. Nelson se trouve bord à bord du San Nicolás et conduit à l'abordage du navire espagnol une partie de son équipage, criant « À l'abbaye de Westminster ou une victoire glorieuse » le forçant à se rendre. Le San José tente de venir à l'aide du San Nicolás mais a du mal à manœuvrer. Nelson passe ensuite avec sa compagnie d'abordage du pont du San Nicolas sur celui du San José et le capture également. La nuit tombant, la flotte espagnole bat en retraite vers Cadix. En plus des deux prises de Nelson, deux autres vaisseaux ont été capturés par les Britanniques.
Nelson est victorieux mais a désobéi aux ordres. Étant apprécié de Jervis, l'affaire en reste là. Toutefois, dans son rapport officiel sur la bataille, il n'est pas fait mention de Nelson. Il écrit cependant une lettre privée à George Spencer dans laquelle il explique que Nelson avait beaucoup contribué à la « chance de la journée ». Nelson écrit aussi plusieurs lettres au sujet de sa victoire, notant que son action avait été portée à connaissance de la flotte. Le point de vue de Nelson sur le combat a été plus tard contesté par le contre-amiral William Parker présent à bord du HMS Prince George. Il a par ailleurs affirmé que Nelson avait été appuyé par plus de navires que ce qu'il avait reconnu, et qu'au moment de mener l'assaut sur le San Josef, le navire avait déjà baissé pavillon. Néanmoins, la version de Nelson fait référence. Elle est bien accueillie en Grande-Bretagne où Jervis est fait « vicomte de Saint-Vincent » et Nelson, Chevalier de l'Ordre du Bain. Le 20 février, il est promu contre-amiral de l'escadre Bleue. Cette promotion est cependant plutôt liée à son ancienneté qu'à ses actions dans cette bataille.

#### Manœuvres près de Cadix

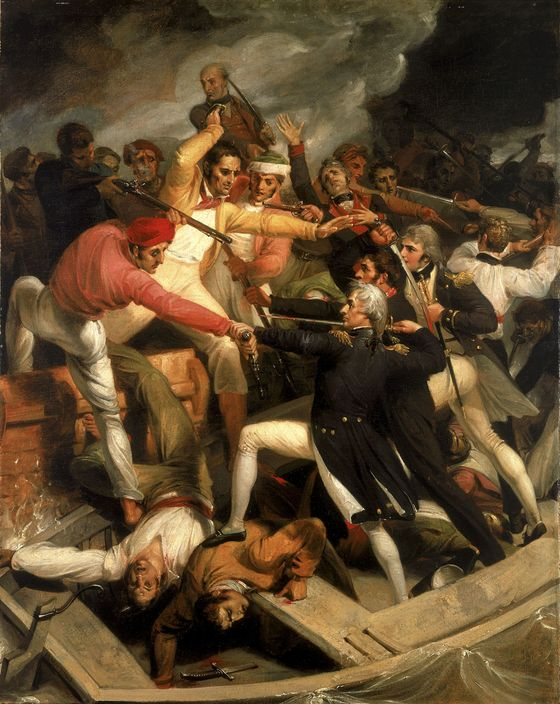
Nelson à Cadix, Richard Westall.

Nelson se voit confier le commandement du HMS Theseus et le 27 mai 1797, on lui ordonne de croiser au large de Cadix afin de surveiller la flotte espagnole et d'attendre l'arrivée de ses galions arrivant des colonies américaines. Le 3 juillet, il organise ensuite une attaque sur la ville, réalisant un bombardement et un assaut amphibie. Conduisant personnellement la manœuvre, sa barge entre en collision avec celle du commandant espagnol, et une lutte s'ensuit entre les deux équipages. Par deux fois, Nelson manque d'être abattu, à chaque fois il est sauvé par un marin nommé John Sykes qui est blessé en s'interposant. Les Britanniques capturent le bateau espagnol et le remorquent jusqu'au Theseus.

#### Bataille de Santa Cruz de Tenerife
Au cours de la période où il est vers Cadix, il établit un plan pour capturer Santa Cruz de Tenerife dans le but de se saisir la grande quantité d'argent transportée par le navire Principe de Asturias qui venait d'y arriver.
Le plan de bataille consiste en une combinaison de bombardements navals et un débarquement amphibie. La première tentative est annulée après que l'effet de surprise a été perdu. Nelson ordonne immédiatement un autre assaut, mais il est repoussé. Il se prépare pour une autre tentative au cours de la nuit. Il veut être à la tête de l'un des bataillons mais l'opération se solde par un échec car les Espagnols étaient mieux préparés que ce qu'il avait prévu. Dans la confusion de l'assaut, plusieurs des bateaux n'atteignent pas la terre au bon endroit alors que ceux qui ont accosté au but sont repoussés par des coups de feu et des tirs de mitraille. Nelson est touché au bras droit par un tir de mousquet, fracturant son humérus en plusieurs endroits. Il est ramené au Theseus pour être soigné par un chirurgien. En arrivant sur son navire, il refuse d'être aidé à bord, en déclarant « Laissez-moi tranquille ! J'ai encore mes jambes et un bras ». Une grande partie du bras droit doit être amputée et en moins d'une demi-heure, Nelson est déjà retourné donner des ordres à ses capitaines.
Dans le même temps les forces sous le commandement de Thomas Troubridge sont bloquées et ne peuvent battre en retraite car leurs bateaux ont été coulés. Troubridge est contraint d'entamer des négociations avec le commandant espagnol et les Britanniques sont par la suite autorisés à se retirer. L'expédition est un échec et laisse un quart des forces britanniques blessé ou mort. La flotte reste encore au large de Santa Cruz de Ténérife pendant trois jours et Nelson mesure l'ampleur de son échec et les effets néfastes que la perte de son bras pourrait avoir sur sa carrière.

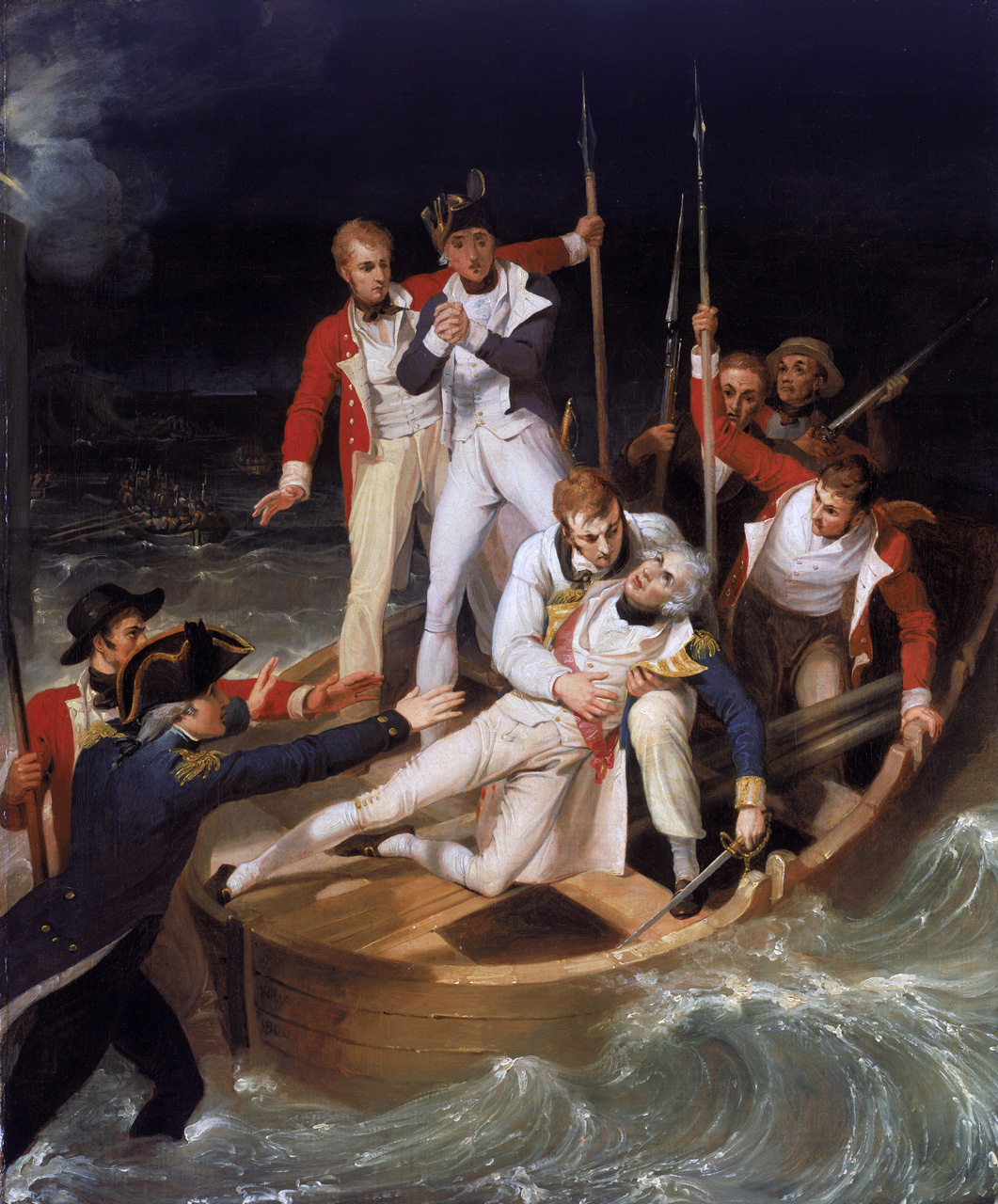
Sir Horatio Nelson when wounded at Teneriffe par Richard Westall.

Le 16 août, son escadron rejoint la flotte de Jervis au large de Cadix. Il écrit à Jervis : « Un amiral gaucher ne sera plus jamais considéré comme utile, donc plus tôt je pourrai obtenir un humble cottage, et plus vite je libérerai de la place pour un homme plus à même de servir l'État ». Il retourne en Angleterre à bord du HMS Seahorse, arrivant à Spithead le 1er septembre. Il est accueilli comme un héros, galvanisé par l'exploit de la bataille du cap Saint-Vincent et peiné par sa blessure. Le public refuse d'attribuer la défaite de Santa Cruz de Ténérife à Nelson, préférant blâmer pour la mauvaise planification de Saint-Vincent les responsables politiques ou même William Pitt.

#### Retour en Grande-Bretagne
Nelson retourne à Bath avec Fanny, avant d'aller à Londres en octobre, pour avoir un avis médical au sujet de son bras amputé. Alors qu'il est dans la capitale, il apprend la victoire de l'amiral Adam Duncan sur les forces de la République batave à la bataille de Camperdown. Nelson déclare qu'il aurait donné son autre bras pour avoir été présent à cette bataille. Il passe les derniers mois de l'année 1797 à récupérer à Londres, année au cours de laquelle il reçoit une récompense de la ville de Londres et une pension annuelle de 1 000 livres sterling. Il utilise cet argent pour acheter Round Wood Farm près d'Ipswich, endroit destiné à prendre sa retraite avec Fanny. En dépit de ces plans, Nelson ne put jamais y vivre.
Les chirurgiens ne sont pas en mesure d'enlever la ligature de son bras amputé, qui a provoqué une inflammation. Néanmoins, Nelson sort de l'hôpital de sa propre initiative au début du mois de décembre. Nelson commence à récupérer rapidement, et, désireux de retourner à la mer, commence à demander à l'Amirauté une affectation. Le navire de 80 canons HMS Foudroyant lui est promis mais il n'est pas encore prêt à naviguer. À la place, il est affecté au 74 canons HMS Vanguard et Nelson nomme Edward Berry comme son flag captain.
Les activités françaises en mer Méditerranée inquiètent l'Amirauté britannique. Bonaparte est en train de rassembler des forces pour l'invasion de l'Égypte, objectif encore inconnu des Britanniques. Nelson et le Vanguard sont expédiés à Cadix pour renforcer la flotte, Nelson hisse son drapeau le 28 mars 1798 et navigue pour rejoindre la flotte de Cadix qu'il prend sous son commandement. Il navigue ensuite vers Gibraltar avec une petite flotte de reconnaissance.

#### À la poursuite des Français
Alors que Nelson fait voile sur le détroit de Gibraltar dans une tempête furieuse, Bonaparte navigue avec sa force d'invasion sous le commandement du vice-amiral François Paul de Brueys d'Aigalliers. Quand la nouvelle est connue, la flotte de Nelson est renforcée par un certain nombre de navires de ligne de 74 canons et Nelson reçoit l'ordre d'intercepter les Français. Nelson commence immédiatement à rechercher le long de la côte italienne la flotte de Bonaparte, mais il est retardé par le manque de frégates, des navires plus faciles à manœuvrer pour la reconnaissance. Napoléon arrive à Malte et après une démonstration de force, oblige l'île à capituler. Nelson fonce sur Malte, mais rate de nouveau les Français, qui avaient déjà quitté l'île pour l'Égypte. Après une réunion avec ses capitaines, il décide que la destination la plus probable pour Bonaparte est l'Égypte et met donc le cap sur Alexandrie.
À son arrivée le 28 juin, il ne trouve aucun signe des Français. Consterné, il commence des recherches à l'est du delta du Nil. Le 1er juillet, en l'absence de Nelson, la flotte de Bonaparte a pu débarquer ses troupes sans être menacée. François Paul de Brueys d'Aigalliers retire ensuite sa flotte dans la baie d'Aboukir, prête à soutenir Napoléon en cas de besoin. Nelson retraverse la Méditerranée dans une vaine tentative pour localiser les Français et retourne à Naples se ravitailler. Il navigue de nouveau, dans l'intention de rechercher un signe des Français au large de l'île de Chypre, mais décide de repasser à proximité d'Alexandrie pour une dernière vérification. Un navire marchand français capturé fournit des indications sur les Français qu'il avait vus passer au sud-est de la Crète un mois auparavant en direction d'Alexandrie. Nelson se hâte d'arriver à Alexandrie, mais ne trouve une nouvelle fois pas de traces des Français. Recherchant le long de la côte, il découvre finalement la flotte française dans la baie d'Aboukir le 1er août 1798.

#### Bataille d'Aboukir
Le 1er août 1798, l’escadre française de l’expédition d’Égypte est surprise au mouillage en baie d'Aboukir par la flotte de Nelson. Celui-ci est immédiatement prêt pour la bataille répétant le sentiment qu'il avait déjà exprimé lors de la bataille de cap Saint-Vincent en déclarant : « Avant la même heure demain, je vais avoir acquis une pairie ou l'abbaye de Westminster. »

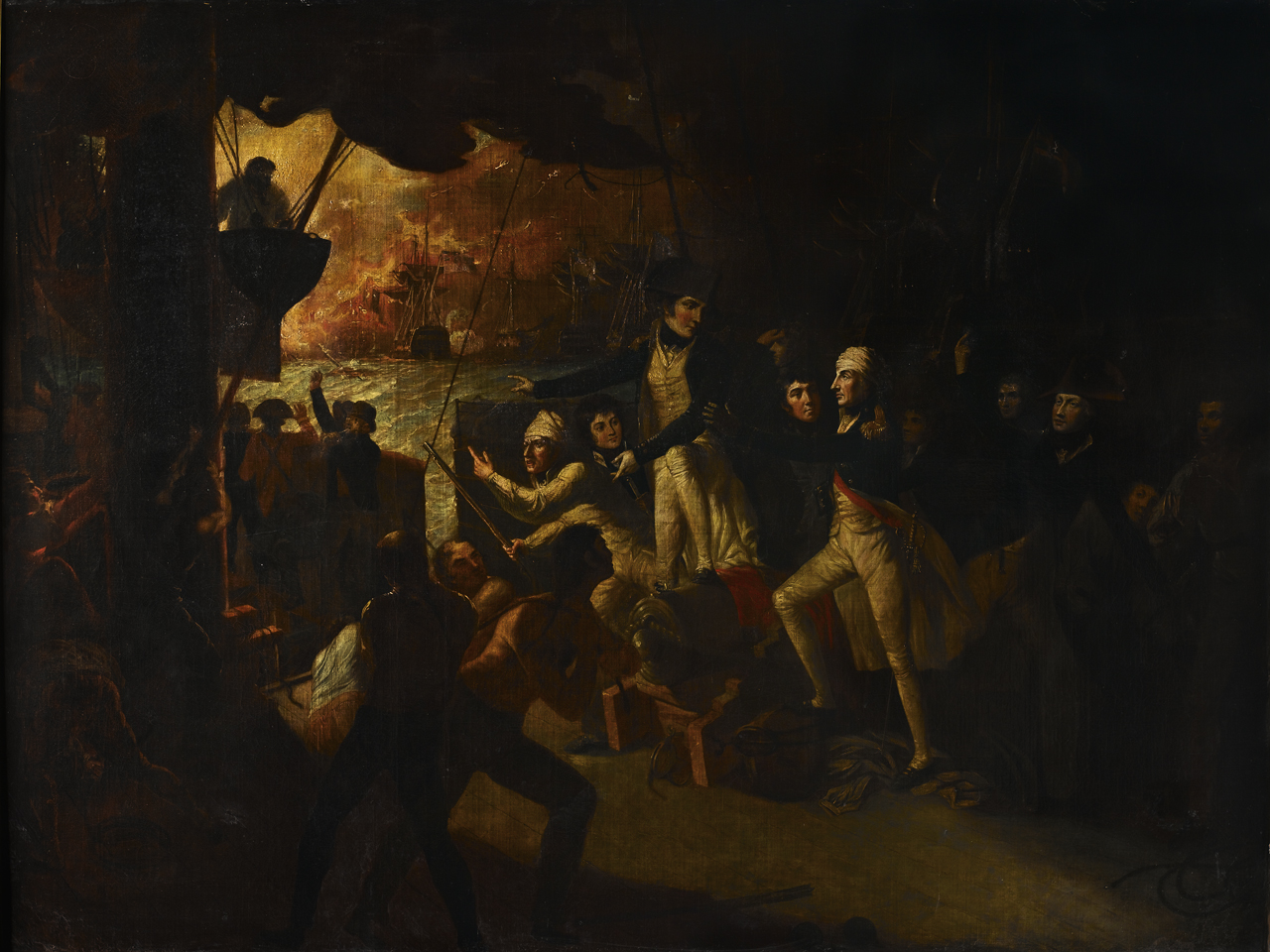
Nelson à la bataille d'Aboukir, Daniel Orme.

La proximité d'une ligne de hauts-fonds, semble assurer le côté bâbord de la flotte française. Brueys s'attend donc à ce que les Britanniques attaquent le centre du côté tribord de sa flotte. Ancrés dans une position de force, les Français, ont une puissance de feu supérieure à leurs adversaires. Comme il est déjà tard, ils ne s'attendent pas à être attaqués avant le lendemain.
Contre toute attente, Nelson ordonne d'engager aussitôt le combat. Le capitaine Thomas Foley a découvert qu'il y a assez de place entre les hauts-fonds et les navires français. Suivi par quelques autres, il emmène le HMS Goliath, tandis que le reste de la flotte passe à tribord. Malgré leur préparation, les Français se retrouvent attaqués des deux côtés.
Passant sous le feu de l’Aquilon, Nelson à bord du Vanguard engage le Spartiate. Il est sur le pont avec Berry quand, à environ huit heures, un éclat de balle le frappe au front. Il s'écroule, un morceau de peau couvrant son œil valide. Aveuglé et à demi étourdi, il croit qu'il va mourir et s'écrie : « Je suis mort. Rappelez-moi à ma femme. » Après qu'un chirurgien a examiné sa blessure son état est jugé non critique et il est temporairement bandé. Pendant ce temps, bombardés des deux côtés, les navires du bout de la ligne française commencent à se rendre. Les navires britanniques continuent à descendre le long de la ligne et arrivent à portée de L'Orient. Le navire amiral de Brueys, soumis à un feu constant, s'embrase et explose. Revenu sur le pont pour continuer à commander ses hommes, Nelson assiste à la fin de L'Orient, tandis que quelques navires français tentent de s'échapper.
La bataille d'Aboukir est un désastre pour les ambitions à l'est de Bonaparte et une importante victoire pour Nelson. La flotte française est détruite ou capturée hormis deux navires de ligne et deux frégates qui ont réussi à s'échapper. Privée de sa flotte, l’armée d’Orient est prisonnière de l’Égypte. Bonaparte tente de marcher vers le nord le long de la côte méditerranéenne, mais son armée est stoppée lors du siège de Saint-Jean-d'Acre par le capitaine William Sidney Smith. Napoléon doit laisser son armée et retourner en France en esquivant la surveillance des navires britanniques.

#### Récompenses

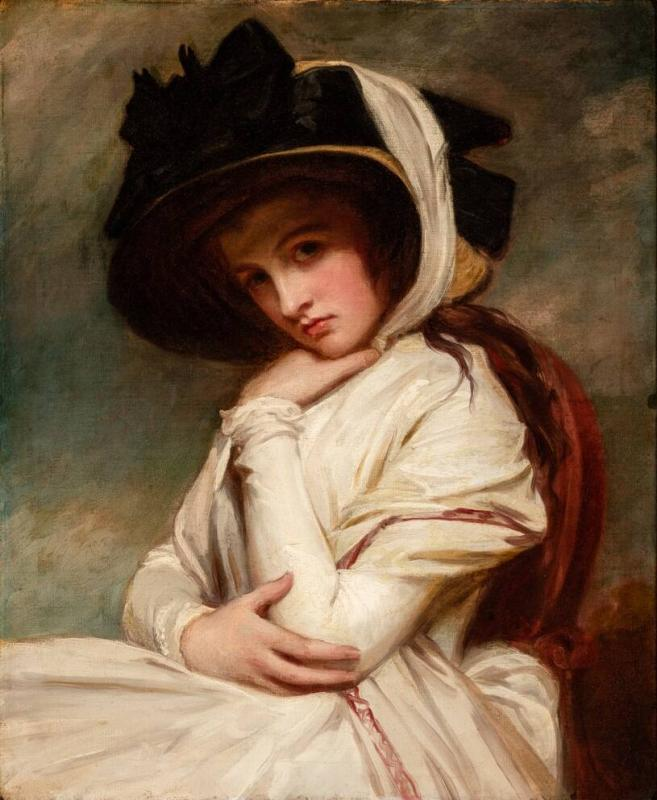
Portrait d'Emma Hamilton vers 1782–1784 par George Romney.

Après avoir rédigé ses rapports à l'Amirauté et supervisé les réparations du Vanguard, Nelson retourne à Naples, où il est accueilli en héros. Le roi de Naples, en compagnie des Hamilton, le salue en personne quand il arrive au port, et William Hamilton propose à Nelson de l'héberger.
En septembre, des célébrations sont organisées en l'honneur de l'anniversaire de Nelson et lors d'un banquet chez les Hamilton, son attention pour Emma est remarquée par les autres officiers. Jervis lui-même commence à se sentir préoccupé. Au début du mois d'octobre, la nouvelle de la victoire de Nelson parvient à Londres. Le premier lord de l'Amirauté, George Spencer s'évanouit en apprenant la nouvelle. Des scènes de joie éclatent dans tout le pays, des bals et des fêtes pour la victoire ont lieu et les cloches sonnent. La ville de Londres attribue à Nelson et à son capitaine une récompense, tandis que le roi leur ordonne d'être présents officiellement pour une remise de médailles. Nelson reçoit la jouissance de l'île du Pharaon sur la Tamise. Des cadeaux sont envoyés de l'étranger par le Sultan de Turquie Sélim III — qui lui décerne également le Çelenk — et le Tsar de Russie Paul Ier. Samuel Hood, après une conversation avec le Premier ministre William Pitt le Jeune, indique à Fanny que Nelson serait probablement fait vicomte, une récompense similaire à celles reçues par John Jervis et Adam Duncan après leur victoire. George Spencer refuse cette nomination, au motif que Nelson avait été détaché aux commandes d'un escadron et n'était donc pas le commandant en chef de la flotte, et que ce serait un fâcheux précédent. Nelson est donc simplement créé baron et reçoit le titre de « Baron Nelson du Nil ».
Lorsque la nouvelle parvient à Nelson, il est consterné et déclare qu'il préférerait ne pas recevoir de titre plutôt que celui d'un simple baron. Il est toutefois ravi de l'attention que lui apportent les citoyens de Naples, du prestige que lui accorde l'élite du royaume et du confort qu'il a à la résidence des Hamilton. À l'époque, il est déjà profondément amoureux d'Emma Hamilton, se montrant souvent avec elle.

#### Évacuation et blocus de Naples
Il reçoit l'ordre de l'Amirauté d'effectuer un blocus des forces françaises à Alexandrie et à Malte, ordre qu'il délègue à ses capitaines, Samuel Hood (1er baronnet) et Alexander Ball. Plutôt que de profiter de son mode de vie à Naples, il commence à penser à retourner en Angleterre. Cependant, après une longue période de pression de sa femme Marie-Caroline d'Autriche et de William Hamilton, Ferdinand Ier des Deux-Siciles accepte finalement de déclarer la guerre à la France. L'armée napolitaine, dirigée par le général autrichien Karl Mack et appuyée par la flotte de Nelson, reprend Rome aux Français à la fin du mois de novembre.
Mais les Français se regroupent à l'extérieur de la ville, et après s'être renforcés, mettent en déroute les Napolitains, qui fuient vers Naples, poursuivis par les Français. Nelson se hâte d'organiser l'évacuation de la famille royale, de plusieurs nobles et des ressortissants britanniques, y compris les Hamilton. Nelson et sa flotte atteignent Palerme le 26 décembre.
Avec le départ du roi, Naples sombre dans l'anarchie et en janvier, les Français menés par le général Jean-Étienne Championnet pénètrent dans la ville et proclament la République parthénopéenne. Nelson est promu « contre-amiral de l'escadre rouge » le 14 février 1799 et s'occupe durant cette période du blocus de Naples.

#### Répression de la République napolitaine

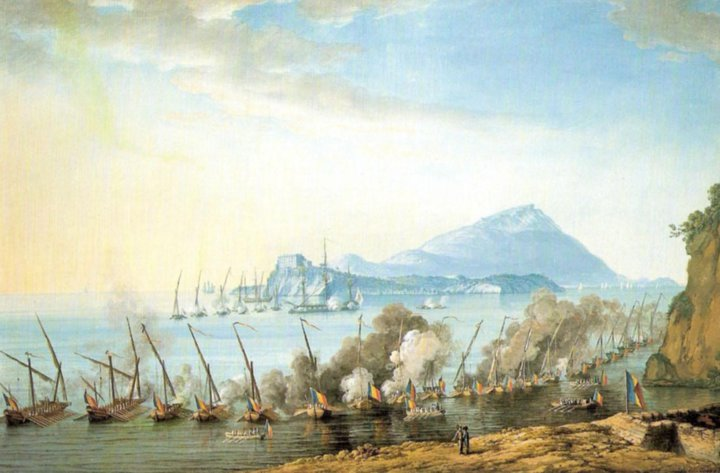
Bataille de Procida, 17 mai 1799 : la flotte de la République napolitaine, commandée par l'amiral Francesco Caracciolo, repousse une escadre britannique. Peinture de Saverio della Gatta, entre 1799 et 1827.

Tandis que les « jacobins » italiens proclament la République à Naples, les campagnes se soulèvent contre l'occupant français : le cardinal Fabrizio Dionigi Ruffo lève parmi les paysans une « armée de la Sainte Foi » qui élimine les éléments de bourgeoisie républicaine des villes et marche sur la capitale.
À la fin de juin, l'armée paysanne pénètre dans la ville, obligeant les Français et leurs partisans à se retirer vers les fortifications et les bastions tandis que des émeutes et des pillages éclatent parmi les troupes indisciplinées. Consterné par l'effusion de sang, Ruffo négocie une amnistie générale pour les forces jacobines et leur rapatriement en sécurité en France. Nelson, maintenant à bord du HMS Foudroyant, est scandalisé et, soutenu par le roi Ferdinand, insiste sur le fait que les rebelles doivent se livrer sans condition. Il garde prisonniers ceux qui s'étaient rendus en vertu de l'amnistie, y compris l'amiral Francesco Caracciolo qui avait pris le commandement de la marine napolitaine sous le règne du roi Ferdinand mais qui avait changé de camp. Nelson ordonne son procès en cour martiale et Caracciolo refuse qu'il soit tenu par des officiers britanniques. Caracciolo est jugé par les officiers royalistes napolitains et condamné à mort. Il demande à être fusillé plutôt que pendu : mais Nelson refuse et ignore également la demande de la Cour de permettre à Caracciolo d'avoir vingt-quatre heures pour se préparer. Caracciolo est pendu à bord de la frégate napolitaine Minerva. Nelson retient les jacobins emprisonnés et approuve une vague d'exécutions, refusant d'intervenir en dépit des réclamations des Hamilton et de la reine consort de Naples pour plus de clémence. Quand les navires de transport sont finalement autorisés à emmener les républicains en France, moins d'un tiers étaient encore en vie.
Pour son soutien à la monarchie, Nelson est fait duc de Bronte par le roi Ferdinand et reçoit de ses mains l'épée incrustée de diamants offert par Louis XIV à son petit-fils Philippe V, aïeul de Ferdinand.

#### Séjour prolongé à Palerme

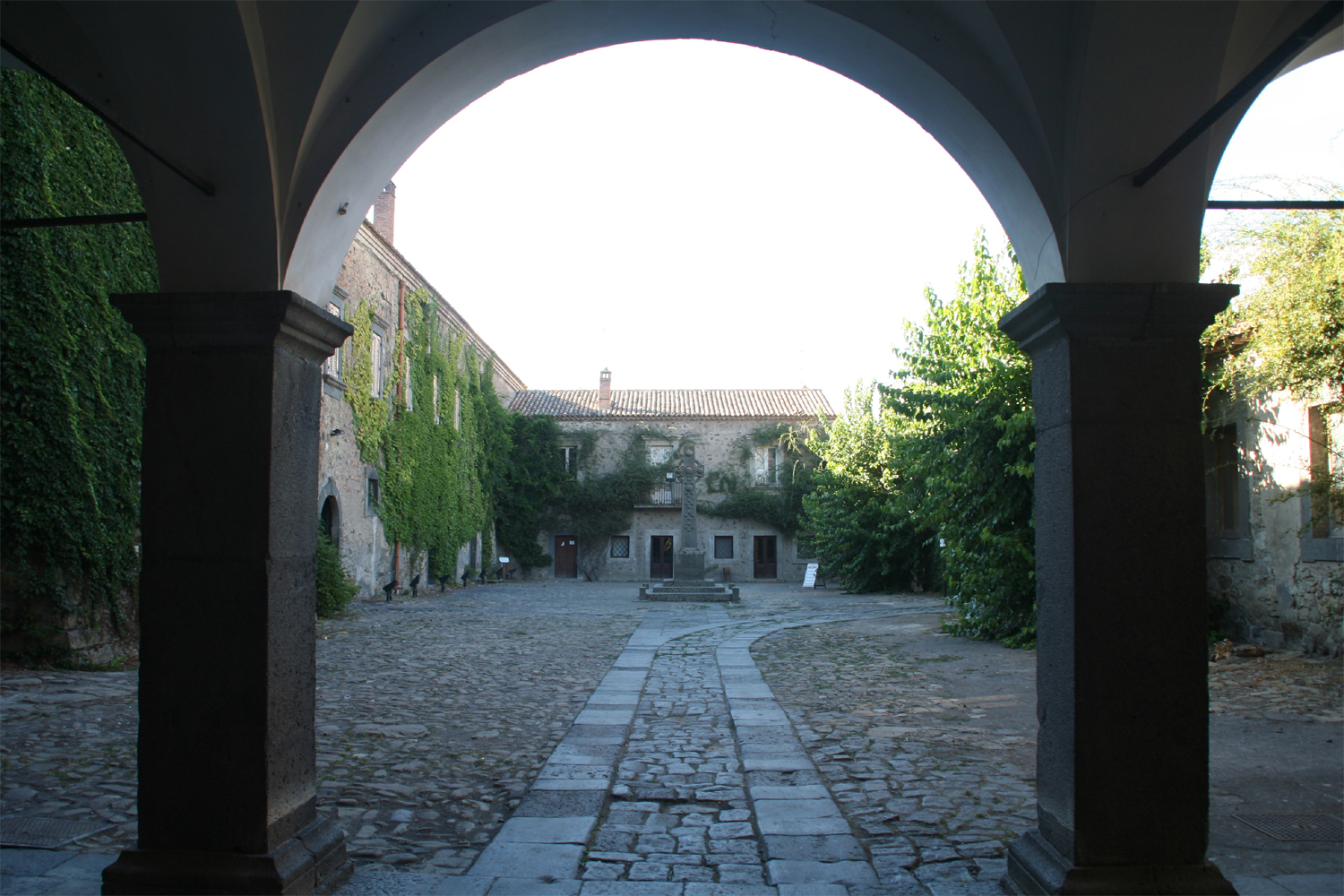
Demeure de Horatio Nelson à Bronte en Sicile.

Nelson retourne à Palerme en août et, le mois suivant, devient le principal représentant de la marine britannique dans la Méditerranée après que le successeur de Jervis, George Keith Elphinstone est parti pour poursuivre les flottes française et espagnole dans l'océan Atlantique. Nelson passe le reste de l'année 1799 à la cour napolitaine, mais il prend de nouveau la mer en février 1800 après le retour d'Elphinstone. Le 18 février, le Généreux, navire survivant d'Aboukir, est repéré et Nelson lui donne la chasse. Après une courte bataille, il capture le navire, gagnant la confiance d'Elphinstone. Nelson a cependant une relation difficile avec son supérieur hiérarchique, gagnant une réputation d'officier insubordonné, après avoir d'abord refusé d'envoyer le navire au moment où Elphinstone le lui a demandé, et retournant à l'occasion et sans ordre à Palerme en invoquant sa mauvaise santé. Les rapports d'Elphinstone et les rumeurs de son étroite relation avec Emma Hamilton sont également connus à Londres, où George Spencer lui écrit une lettre dans laquelle il lui suggère de rentrer, car, dit-il, « vous aurez de meilleures chances de recouvrer votre santé et vos forces en Angleterre qu'en restant inactif auprès d'une cour étrangère, si plaisantes que soient les marques de respect et de gratitude que l'on vous témoigne pour vos services ».

#### Retour au pays
Le rappel de William Hamilton en Grande-Bretagne est, pour Nelson, une incitation supplémentaire à revenir. Avec les Hamilton, il navigue sur le Foudroyant en avril 1800, et c'est durant ce voyage que leur fille illégitime, Horatia, a probablement été conçue. Après une croisière autour de Malte, Nelson convoie la reine consort de Naples et sa suite à Livourne. À son arrivée, Nelson embarque sur l'HMS Alexander mais désobéit encore une fois aux ordres de George Keith Elphinstone en refusant de se joindre à la flotte principale. Elphinstone arrive à Livourne en personne et demande une explication. Il refuse également que la reine soit transportée sur un navire britannique. Malgré sa réticence, Nelson cède à la demande d'Emma Hamilton de rentrer en Angleterre par la route.
Avec William et Emma, ainsi que plusieurs autres voyageurs britanniques, il quitte Livourne pour Florence le 13 juillet s'arrêtant à Trieste et à Vienne. Lors des trois semaines passés à Vienne, ils se divertissent avec la noblesse locale et entendent la Missa in Angustiis de Joseph Haydn, messe qui porte désormais le nom de Nelson. En septembre, ils sont à Prague, puis plus tard à Dresde, Dessau-Roßlau et Hambourg, d'où ils prennent un navire pour Great Yarmouth, y arrivant le 6 novembre. Il reçoit un accueil triomphal de la part de la population locale et après avoir prêté serment en tant que citoyen de l'arrondissement, il rejoint Londres, y arrivant le 9 novembre. Il est l'invité d'honneur d'un certain nombre de banquets et de bals. C'est au cours de cette période que sa femme et Emma Hamilton se rencontrent pour la première fois. On remarque la distance de Nelson envers sa femme, tandis que son attention sur Emma fait l'objet de ragots. Le mariage bat de l'aile et Nelson a de plus en plus de mal à être dans la même pièce que Fanny. À Noël lorsque Nelson reçoit, selon son avocat, un ultimatum de la part de Fanny afin de lui demander de choisir entre elle et Emma, Nelson répond : « Je t'aime sincèrement, mais je ne peux pas oublier mes obligations envers Lady Hamilton ou parler d'elle autrement que par de l'affection et de l'admiration ». Ils n'ont jamais de nouveau vécu ensemble après cet épisode.

#### Parker et la Baltique
Peu de temps après son arrivée en Angleterre, Nelson est désigné pour être commandant en second de la flotte située dans la Manche sous le commandement de John Jervis. Il est promu « vice-amiral de l'escadre bleue » le 1er janvier 1801. Nelson se rend à Plymouth, où, le 22 janvier, il reçoit les honneurs de la ville (Freedom of the City), et le 29 janvier, Emma donne naissance à leur fille, Horatia. Nelson est ravi après avoir d'abord été abattu par un ordre de changement d'affectation du HMS San Josef au HMS St George en préparation d'une expédition prévue en mer Baltique. Lassés des blocus des navires britanniques sur les Français, les Russes, les Prussiens, les Danois et les Suédois avaient formé une alliance afin de briser les blocus. Nelson rejoint l'amiral Hyde Parker et sa flotte à Yarmouth, d'où ils font voile vers la côte danoise en mars. À leur arrivée, Parker veut imposer un blocus à l'entrée de la mer Baltique, mais Nelson demande instamment une attaque préventive sur la flotte danoise basée dans le port de Copenhague. Il convainc finalement Parker de lui permettre de faire une attaque, et reçoit plusieurs navires en renfort. Parker attendant dans le Cattégat et couvrant Nelson en cas d'arrivée des flottes suédoises ou russes.

#### Bataille de Copenhague

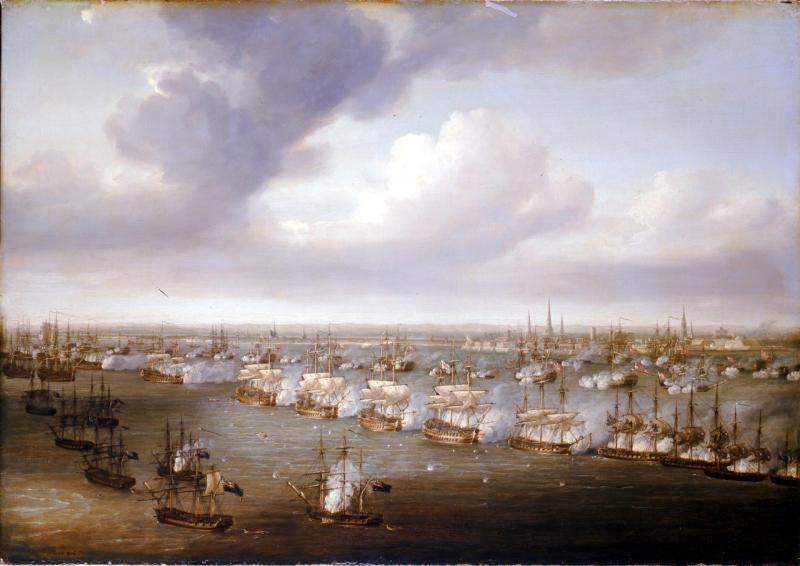
Battle of Copenhagen par Nicholas Pocock.

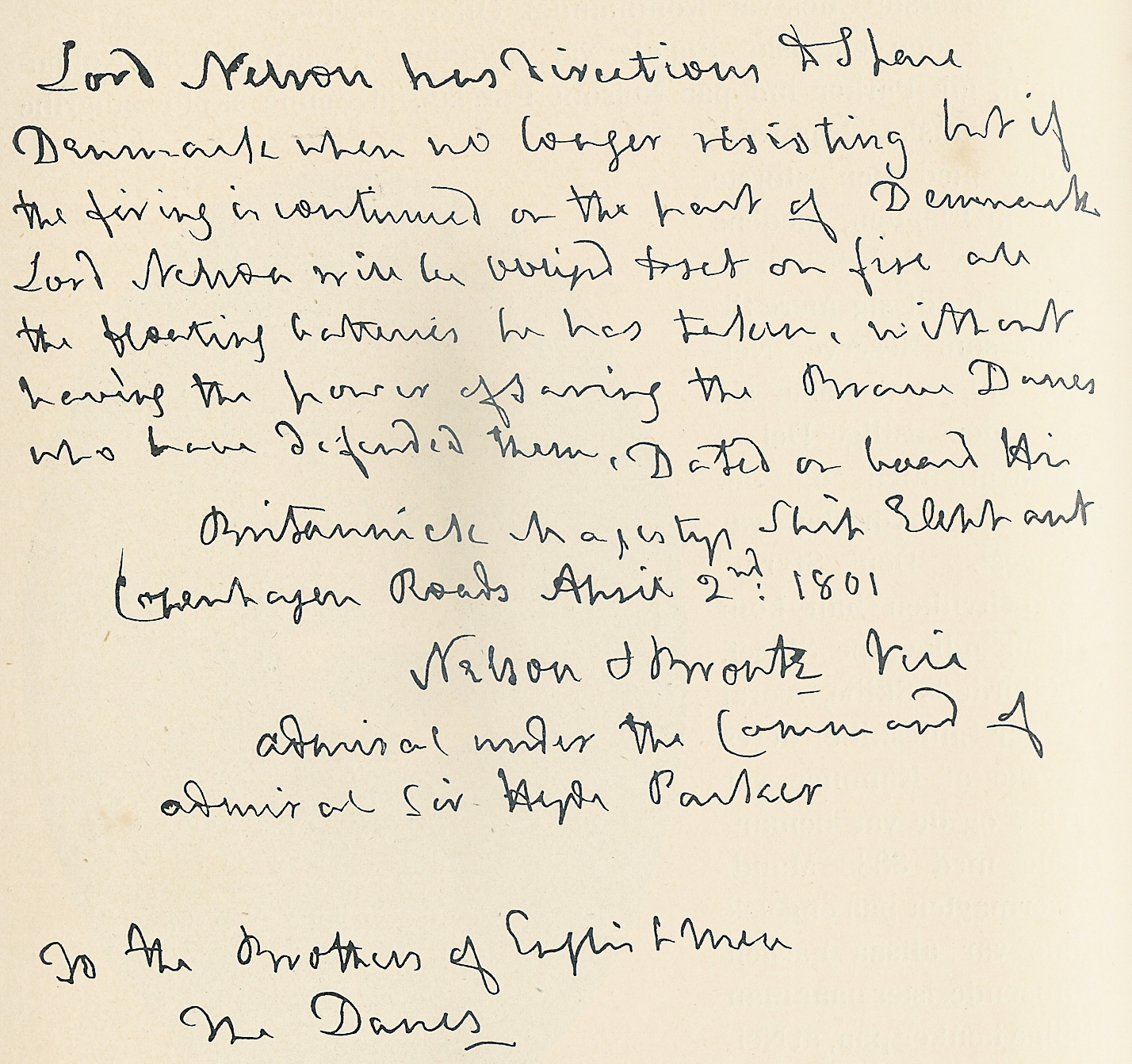
Première lettre de Nelson pour le gouvernement danois.

Le matin du 2 avril 1801, Nelson s'avance dans le port de Copenhague. Le combat commence mal pour les Britanniques puisqu'à l'arrivée de l’Agamemnon, du HMS Bellona et du HMS Russell, le reste de la flotte rencontre un feu plus nourri que ce qui avait été prévu provenant des batteries côtières danoises. Parker envoie le signal de retraite à Nelson, avec un raisonnement particulier : si Nelson est en état de poursuivre le combat, il n'en tiendra pas compte et s'il ne l'est pas, ce sera la raison officielle du retrait de la flotte britannique et aucun blâme ne pourra être infligé à son amiral.
Nelson, dirigeant le combat à bord du HMS Elephant, est informé du signal par son sous-lieutenant Frederick Langford, mais Nelson lui répond avec colère : « Je vous avais dit de regarder le commodore danois et de me faire savoir quand il aurait baissé pavillon. Gardez les yeux fixés sur lui ». Il expliquera ensuite à son capitaine de pavillon Thomas Foley : « Vous savez, Foley, je n'ai qu'un seul œil. J'ai le droit d'être aveugle parfois ». Plaçant sa longue-vue devant son œil aveugle, il dit : « Je ne vois vraiment pas ce signal »,. La canonnade dure plus de trois heures, laissant les navires danois et britanniques fortement endommagés. Nelson envoie une lettre au commandant danois, le prince héritier Frédéric proposant une trêve, que le prince accepte. Les actions de Nelson sont approuvées rétrospectivement, après le succès de la bataille et parce que Parker lui donne l'honneur d'aller en ville le lendemain pour ouvrir les négociations officielles. Lors d'un banquet dans la soirée, il dit au prince Frédéric que la bataille fut la plus âpre de celles auxquelles il ait jamais participé. Un armistice de quatorze semaines est conclu, et comme Parker est rappelé en mai, Nelson devient commandant en chef pour la mer Baltique.
En récompense pour cette victoire, Nelson est fait « vicomte Nelson, du Nil et de Burnham Thorpe dans le comté de Norfolk », le 19 mai 1801. En outre, le 4 août 1801, il est fait « baron Nelson, du Nil et de Hilborough dans le comté de Norfolk », cette fois avec un ajout en l'honneur de son père et de ses sœurs. Nelson fait voile vers la base navale russe de Tallinn en mai, et, peu après son arrivée, apprend que le pacte de neutralité allait être rompu. Accueillant avec satisfaction les résultats de l'expédition, il s'embarque pour l'Angleterre, y arrivant le 1er juillet.

#### Vie en Angleterre
Pendant ce temps, Bonaparte a rassemblé ses forces au camp de Boulogne pour envahir la Grande-Bretagne. Après un bref séjour à Londres, où il rend visite de nouveau aux Hamilton, Nelson est chargé de la défense de la Manche pour empêcher l'invasion. Il passe l'été en reconnaissance des côtes françaises, mais en dehors de l'échec d'une attaque sur Boulogne-sur-Mer en août, il voit peu d'action. Cependant, le 22 octobre 1801, la paix d'Amiens est signée entre les Britanniques et les Français, et Nelson, de nouveau en mauvaise santé, se retire en Grande-Bretagne où il reste avec ses amis, William Hamilton et Lady Hamilton. Le 30 octobre, Nelson prend la parole pour appuyer le gouvernement d'Henry Addington à la Chambre des lords et, par la suite, fait des visites régulières pour assister aux sessions.
Nelson et les Hamilton entreprennent une tournée de l'Angleterre et du Pays de Galles, visitant Birmingham, Warwick, Gloucester, Swansea et Monmouth ainsi que de nombreuses autres villes et villages. Nelson est souvent reçu comme un héros et participe aux célébrations et aux événements organisés en son honneur. En 1802, Nelson achète « Merton Place », une propriété de Merton dans le Surrey où il vit brièvement avec les Hamilton. Son père Edmund qui désapprouvait la conduite de Horatio et qui fut bon ami avec Fanny, meurt le 26 avril 1802 à l'âge de 80 ans. Horatio n'assiste pas à l'enterrement qui s'est déroulé le 11 mai à Burnham Thorpe. Il paye cependant les frais de l'enterrement. En avril 1803, William Hamilton meurt également et avec la guerre qui reprend le mois suivant, Nelson se prépare à retourner en mer.

### Retour en mer
La paix d'Amiens n'a pas duré longtemps et Nelson reprend rapidement du service dans la Troisième Coalition. Il est nommé commandant en chef de l'escadre de Méditerranée, arborant sa marque sur le HMS Victory en mai 1803. Il en prend possession à Portsmouth où il reçoit l'ordre de partir pour Malte et de prendre les commandes d'un escadron pour diriger le blocus du port de Toulon où se trouve une partie de la flotte française. Il ne mettra plus les pieds sur la terre ferme pendant plus de deux ans.
Le 23 avril 1804, alors qu'il est en mer, Nelson est promu « vice-amiral de l'escadre blanche », le cinquième des échelons les plus élevés dans la hiérarchie de la Royal Navy. La flotte française de Toulon, commandée par Pierre Charles Silvestre de Villeneuve et chargée par Bonaparte de naviguer vers les Antilles pour faire diversion loin des côtes anglaises, sort du port au début de l'année 1805. Repoussée par les vents sur Toulon, la flotte française parvient de nouveau à casser le blocus en avril et passe le détroit de Gibraltar le 8 avril. Une chasse féroce entre les flottes s'engage à travers l'Atlantique nord jusqu'aux Antilles où Villeneuve arrive, le 12 mai, avec onze vaisseaux. Renforcé par neuf vaisseaux (six espagnols et trois français) et fort de ses vingt navires de ligne, Villeneuve, pourtant pressé par les officiers de l'armée française de participer à la reprise des îles conquises par les Britanniques, reste inactif pendant un mois, attendant Ganteaume, bloqué à Brest avec l'escadre de l'Atlantique. Le 7 juin malgré les vents contraires qui l'ont retenu, Nelson arrive enfin dans les Caraïbes. Villeneuve appareille pour l'Europe le 11 juin bientôt suivi par la flotte de Nelson. Mais la santé de celui-ci l'oblige à prendre du repos à Merton au Royaume-Uni. Il ne participe donc pas à la bataille du cap Finisterre, événement majeur de la campagne où les britanniques sont sous les ordres de Robert Calder. Néanmoins, en moins de deux mois, Nelson retourne en mer, échappant à sa propre surprise aux remarques de sa hiérarchie sur son échec du blocus et étant même félicité.

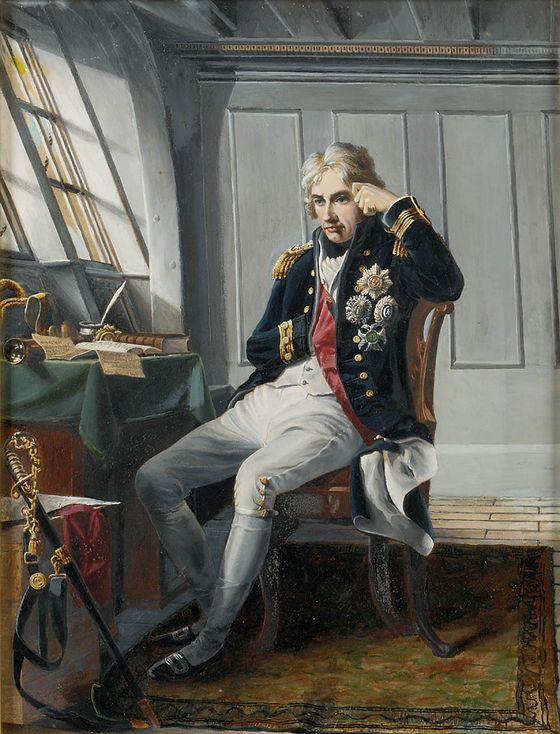
Nelson avant la bataille de Trafalgar.

Le 13 septembre 1805, il est appelé pour s'opposer aux flottes espagnoles et françaises, qui ont réussi à se rejoindre et à se réfugier dans le port de Cadix en Espagne. À bord du HMS Victory il rejoint la flotte britannique au large de la ville le 27 septembre, prenant la relève de l'amiral Cuthbert Collingwood. Il passe les semaines suivantes à préparer et revoir sa tactique pour la bataille qui semblait inéluctable.

### Bataille de Trafalgar
La flotte combinée de trente-trois navires de ligne français et espagnols est sous le commandement de Pierre Charles Silvestre de Villeneuve. Napoléon avait l'intention d'envoyer Villeneuve dans la Manche afin de permettre l'invasion de la Grande-Bretagne par l'armée des côtes de l'Océan située au camp de Boulogne. Cependant, l'entrée de l'empire d'Autriche et de l'Empire russe dans la coalition contre Napoléon le force à annuler l'invasion prévue et à transférer ses troupes vers l'Allemagne. Il ordonne donc à la flotte de naviguer dans la mer Méditerranée pour déposer d'autres troupes à Naples, avant de rejoindre le port de Toulon. En raison de la réticence de Villeneuve à engager le combat avec les Britanniques, il ordonne que le vice-amiral François Étienne de Rosily-Mesros se rende à Cadix pour prendre le commandement de la flotte pour l'opération. Villeneuve décide néanmoins de faire naviguer la flotte avant l'arrivée de son successeur. Le 20 octobre, la flotte est vue en train de sortir du port par des frégates de reconnaissance britanniques, Nelson est informé qu'elle semble se diriger vers l'ouest.

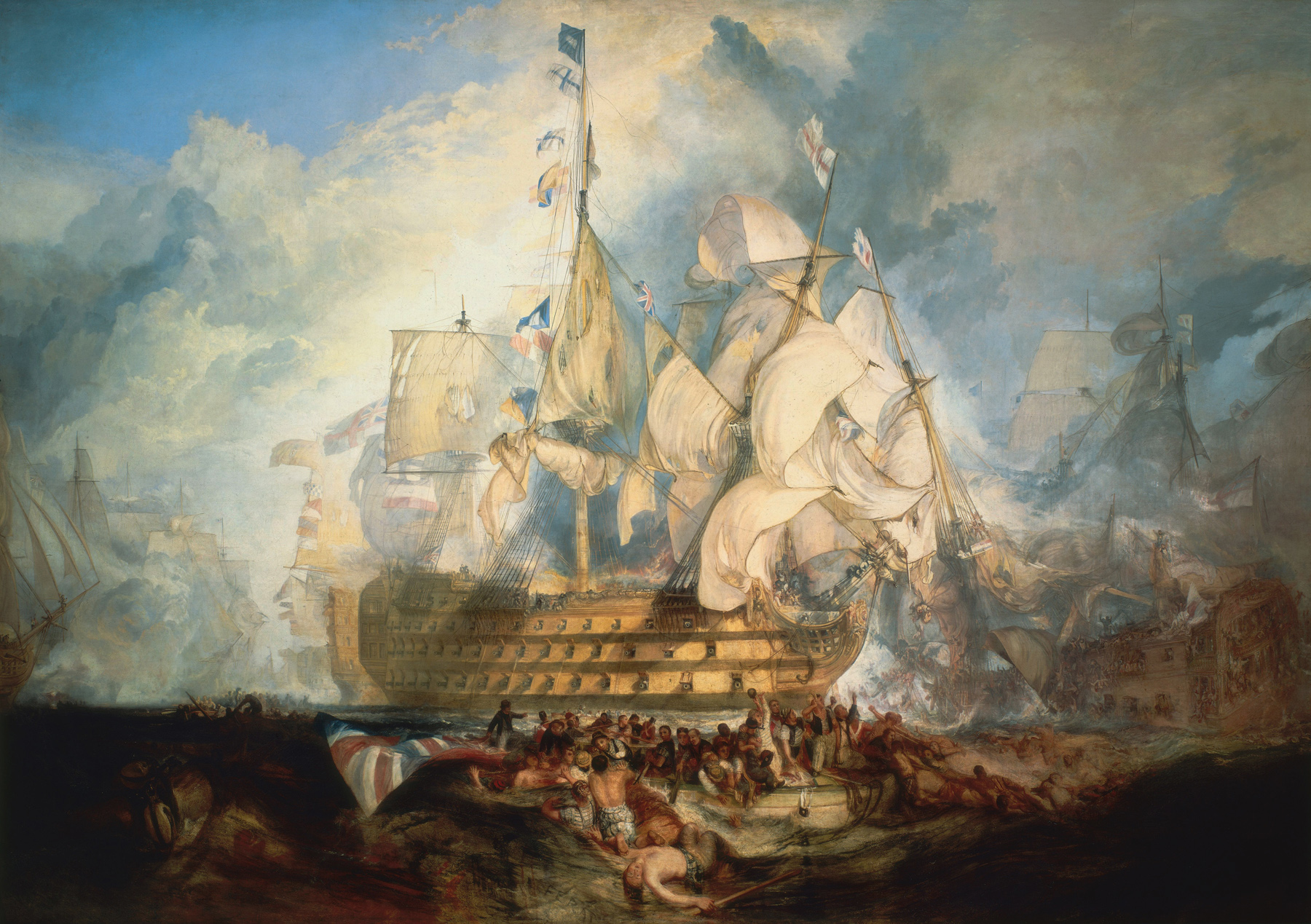
La Bataille de Trafalgar par Turner (1822–1824) montre les trois dernières lettres du célèbre pavillon « England expects that every man will do his duty » sur le.

À quatre heures du matin le 21 octobre, Nelson ordonne au HMS Victory de mettre le cap vers la flotte ennemie, et signale au reste de sa flotte de prendre position pour le combat. Il rejoint ensuite ses quartiers pour faire son testament, avant de revenir sur le pont afin de procéder à une inspection. En dépit d'une flotte moins nombreuse — vingt-sept navires de ligne —, Nelson est convaincu de la victoire, en déclarant qu'il ne serait pas satisfait à moins de vingt navires détruits ou coulés. Il retourne brièvement dans sa cabine pour écrire une prière finale, après quoi il demande à son officier de communication, le lieutenant John Pasco, de signaler à la flotte, aussi rapidement que possible, le message suivant : « England confides that every man will do his duty » (« L’Angleterre a confiance dans le fait que chaque homme fera son devoir »). Pasco suggère à Nelson que soit substitué à confides le mot expects déjà présent dans le livre de codes et lui évitant de devoir l’épeler. Nelson est d’accord avec le changement. Le terme England (Angleterre) était couramment employé pour désigner le Royaume-Uni malgré les importants contingents d’Irlande, d’Écosse et du Pays de Galles dans la Royal Navy. Ainsi, vers 11 h 45, le 21 octobre 1805, le signal naval le plus célèbre dans l’histoire britannique a été hissé au mât,.
Comme les flottes convergent, le capitaine du Victory, Thomas Hardy, suggère à Nelson de supprimer les décorations sur sa veste, de sorte qu'il ne soit pas facilement identifié par des tireurs d'élite ennemis. Nelson répond qu'il est trop tard pour changer de vêtements, ajoutant que les décorations sont des médailles militaires et qu'il n'a pas peur de les montrer à l'ennemi. Le capitaine Henry Blackwood de la frégate HMS Euryalus, suggère également à Nelson de venir à bord de son navire afin de mieux observer la bataille. Nelson refuse et rejette également la suggestion de Hardy de laisser le HMS Temeraire d'Eliab Harvey devant le Victory et de conduire la ligne britannique dans la bataille.
Le Victory essuie des tirs, d'abord au large puis de plus en plus précis à mesure que les distances diminuent. Un boulet touche le navire et tue John Scott, le secrétaire de Nelson. Le greffier de Hardy prend la relève, mais est presque immédiatement tué. La barre du Victory est ensuite détruite et des boulets tuent des marins. Nelson observe que le combat est trop intense pour durer longtemps. Le Victory atteint la ligne ennemie, et Hardy demande à Nelson quel navire prendre pour cible. Nelson lui dit de choisir lui-même et Hardy positionne le Victory de travers arrière par rapport aux 80 canons Bucentaure. Le Victory essuie alors des tirs des 74 canons du Redoutable et des 138 canons du Santísima Trinidad. Les tireurs d'élite français tirent sur le pont du Victory où Nelson et Hardy continuent à donner des ordres.

#### Mort de Nelson

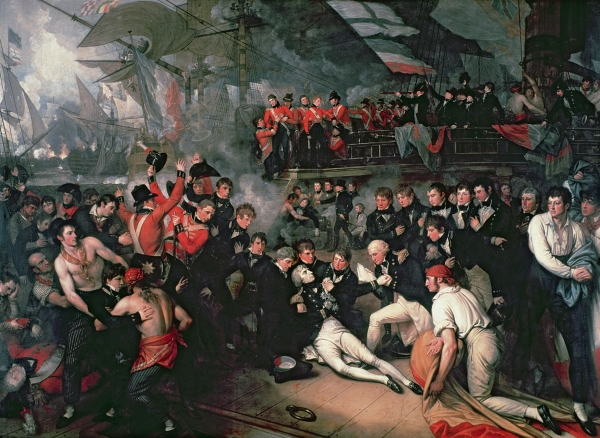
The Death of Nelson par Benjamin West, 1806.

Peu de temps après treize heures, Hardy réalise que Nelson n'est plus à ses côtés. Il se retourne pour voir Nelson à genoux sur le pont, s'appuyant sur sa main, avant de tomber sur le flanc. Hardy se précipite vers lui et Nelson sourit, en disant « Hardy, je pense qu'ils ont enfin réussi… ma colonne vertébrale est touchée ». Il avait été touché par un tireur d'élite du Redoutable. La balle a pénétré son épaule gauche, transpercé son poumon et la colonne vertébrale avant de s'immobiliser dans les muscles dorsaux à cinq centimètres au-dessous de l'omoplate droite.
Nelson est transporté au pont inférieur par deux marins et un officier. Lors du transport, il leur demande de faire une pause pour donner quelques conseils à l'aspirant sur la façon de barrer. Il pose alors un mouchoir sur son visage pour éviter de démoraliser les membres de l'équipage et est emmené au chirurgien William Beatty, lui précisant « Vous ne pouvez rien faire pour moi. Il ne me reste que peu de temps à vivre. Mon dos est transpercé ».
Nelson est installé confortablement et, après qu'il s'est plaint de bouffées de chaleur et de soif, on lui donne de la limonade et du vin mélangés à de l'eau. Il demande à plusieurs reprises à voir Hardy, qui est sur le pont supérieur pour superviser la bataille, et demande à Beatty de porter son souvenir à Emma, sa fille et ses amis.

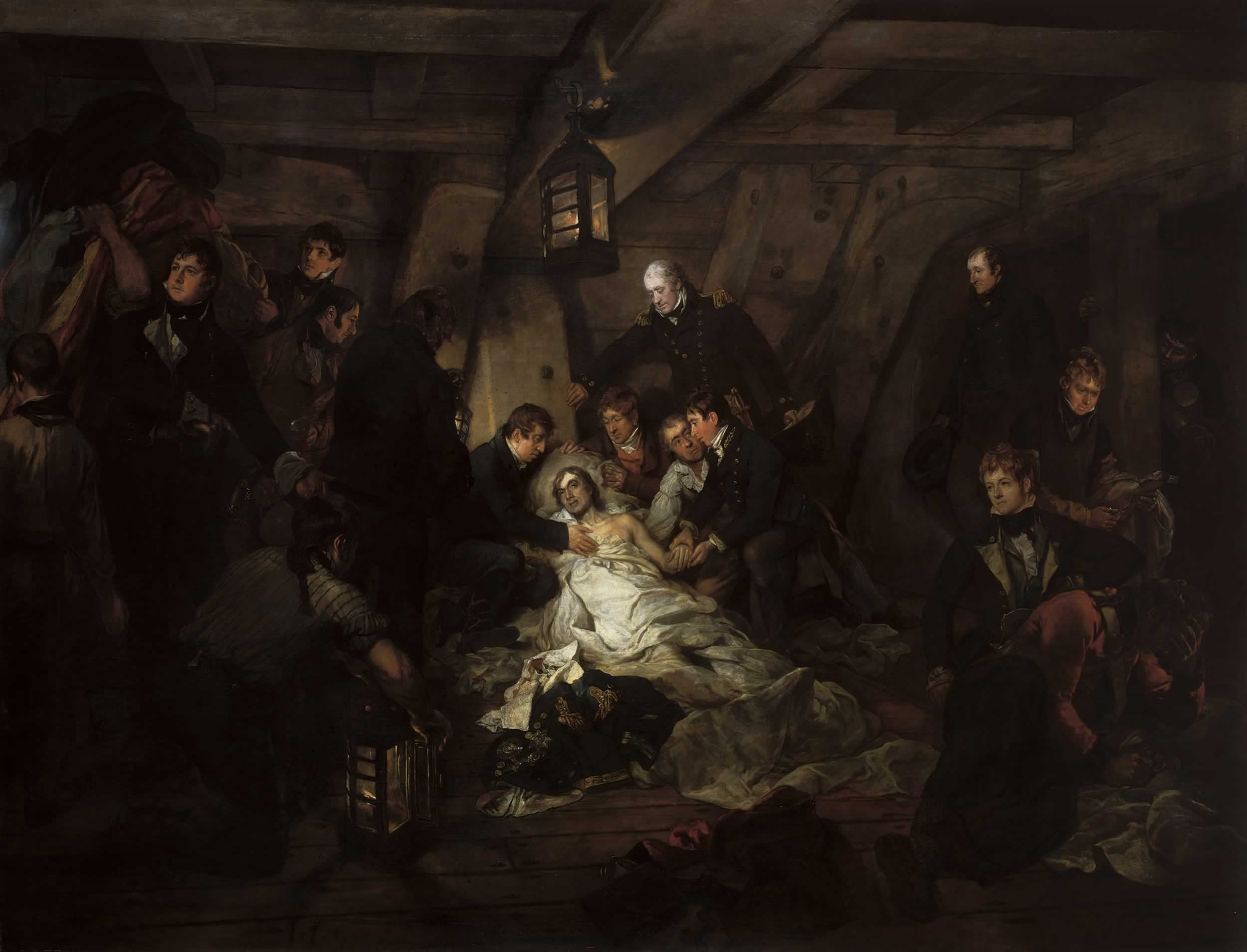
The Death of Nelson, 21 October 1805 par Arthur William Devis, 1807.

Hardy arrive pour voir Nelson juste après 14 h 30 et l'informe qu'un certain nombre de navires ennemis se sont rendus. Nelson lui dit qu'il est sûr de mourir et le supplie de transmettre ses biens à Emma. À ce moment-là, aux côtés de Nelson, se trouvent l'aumônier Alexander Scott, l'officier Walter Burke, le steward de Nelson Chevalier et Beatty. Nelson, craignant qu'un coup de vent arrive, charge Hardy de s'assurer de l'ancrage du navire. Après avoir rappelé de « prendre soin de la pauvre Lady Hamilton », Nelson dit : « Embrasse-moi, Hardy ». Beatty note que Hardy s'agenouilla et embrassa Nelson sur la joue. Hardy s'est ensuite relevé une minute ou deux, puis embrassa Nelson sur le front. Nelson demande « Qui est-ce ? » et entendant que c'était Hardy, lui répond « Que Dieu vous bénisse Hardy ». Devenu très faible, Nelson continue à murmurer des instructions à Burke et Scott. Beatty entend Nelson murmurer « Dieu merci, j'ai fait mon devoir ». Il regarde Beatty prendre son pouls puis ferme les yeux. Scott, qui reste aux côtés de Nelson jusqu'à sa mort, note que ses dernières paroles sont « Dieu et mon pays ». Nelson meurt peu après 16 h 30, trois heures après avoir été touché par la balle.

### Retour en Angleterre
La bataille est une victoire pour les Britanniques avec 21 navires capturés, un coulé, 7 000 prisonniers et plus de 3 000 morts et blessés dans la force franco-espagnole et seulement un peu plus de 1 500 morts et blessés pour les Britanniques.

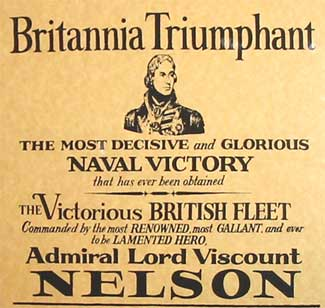
Affiche commémorant la bataille de Trafalgar.

Pour respecter le souhait de Nelson d'être enterré, contrairement à la coutume des marins d'immersion en mer, et afin de conserver le corps de Nelson, William Beatty propose de le placer dans un tonneau d'eau-de-vie, mélangé avec du camphre et de la myrrhe,. Le tonneau est ensuite attaché au mât principal du Victory et placé sous bonne garde. Endommagé, le Victory est remorqué après la bataille vers Gibraltar et à son arrivée, le corps est transféré dans un cercueil doublé de plomb rempli d'eau-de-vie de vin. Les rapports de Cuthbert Collingwood sur la bataille sont transportés en Angleterre à bord du HMS Pickle et, une fois la nouvelle arrivée à Londres, un messager est envoyé à « Merton Place » pour annoncer la mort de Nelson à Emma Hamilton. Elle témoignera plus tard que comprenant la mort de Nelson, elle cria et tomba, incapable pendant dix heures de parler ou de pleurer.
Le roi, recevant des nouvelles, aurait dit en pleurant « Nous avons perdu plus que ce que nous avons acquis ». The Times rapporte « Nous ne savons pas si nous devrions nous réjouir ou pleurer. Le pays a gagné la plus belle et décisive victoire qui ait jamais honoré les annales navales de l'Angleterre, mais elle a été chèrement acquise ».

### Funérailles

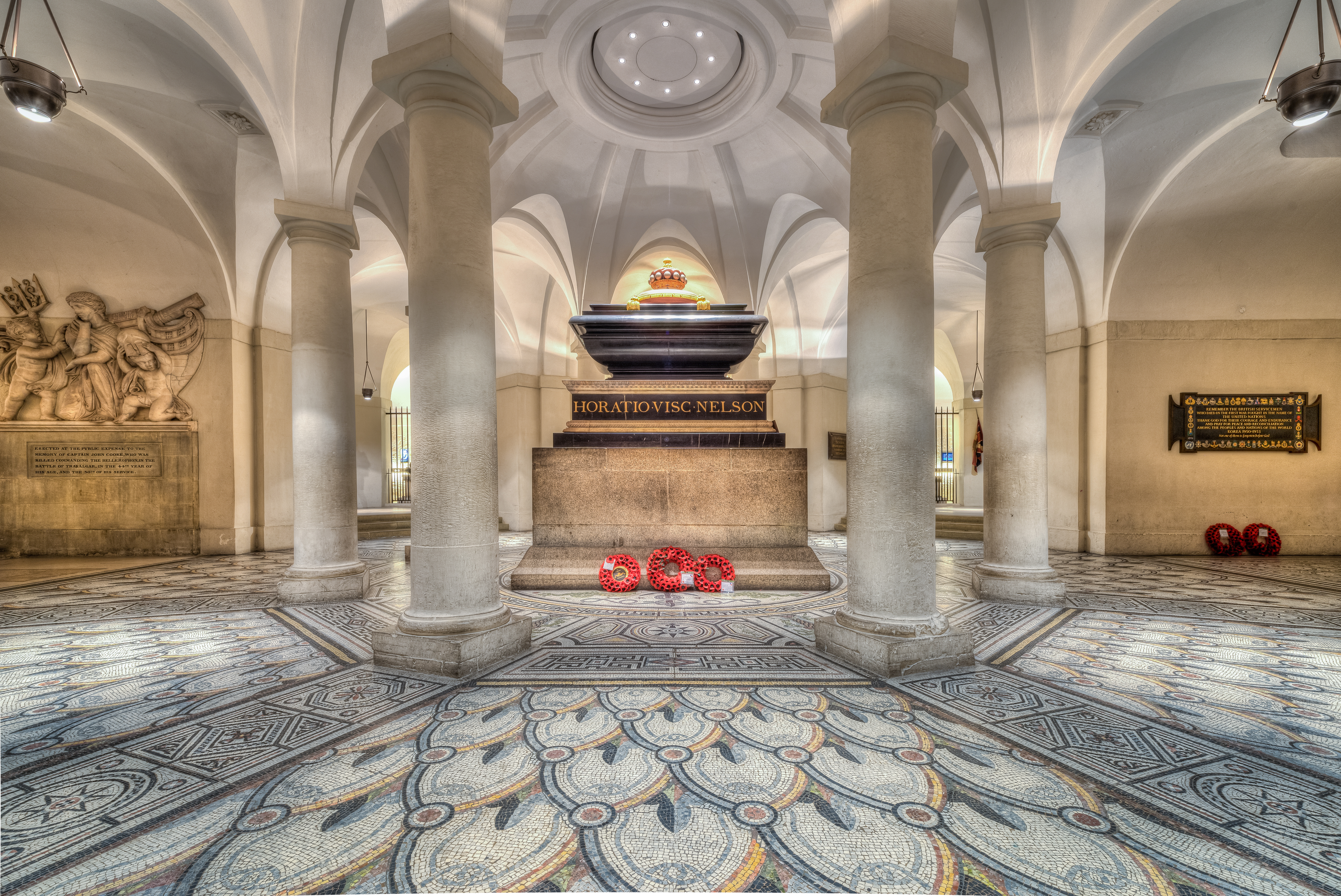
La sépulture de Nelson dans la crypte de la cathédrale Saint-Paul.

Le cercueil de Nelson est renvoyé en Grande-Bretagne à bord du Victory. Déchargé au Nore, il est emmené à Greenwich et placé dans un cercueil de bois, fait à partir du mât de L'Orient qui avait été récupéré après la bataille d'Aboukir. Il reste trois jours, avant d'être remonté sur la Tamise à bord d'une barge, accompagné par Lord Hood, Peter Parker et le prince de Galles George. Le cercueil est conservé à l'Amirauté pour la nuit, en présence de l'aumônier de Nelson, Alexander Scott.
Le jour suivant, le 9 janvier, un cortège funèbre composé de trente-deux amiraux, d'une centaine de capitaines et d'environ 10 000 soldats prend le cercueil de l'Amirauté pour l'emmener à la cathédrale Saint-Paul. Quatre heures après, il est enterré dans un sarcophage sculpté à l'origine pour le cardinal Thomas Wolsey.

## Postérité

### La «Nelson Touch»

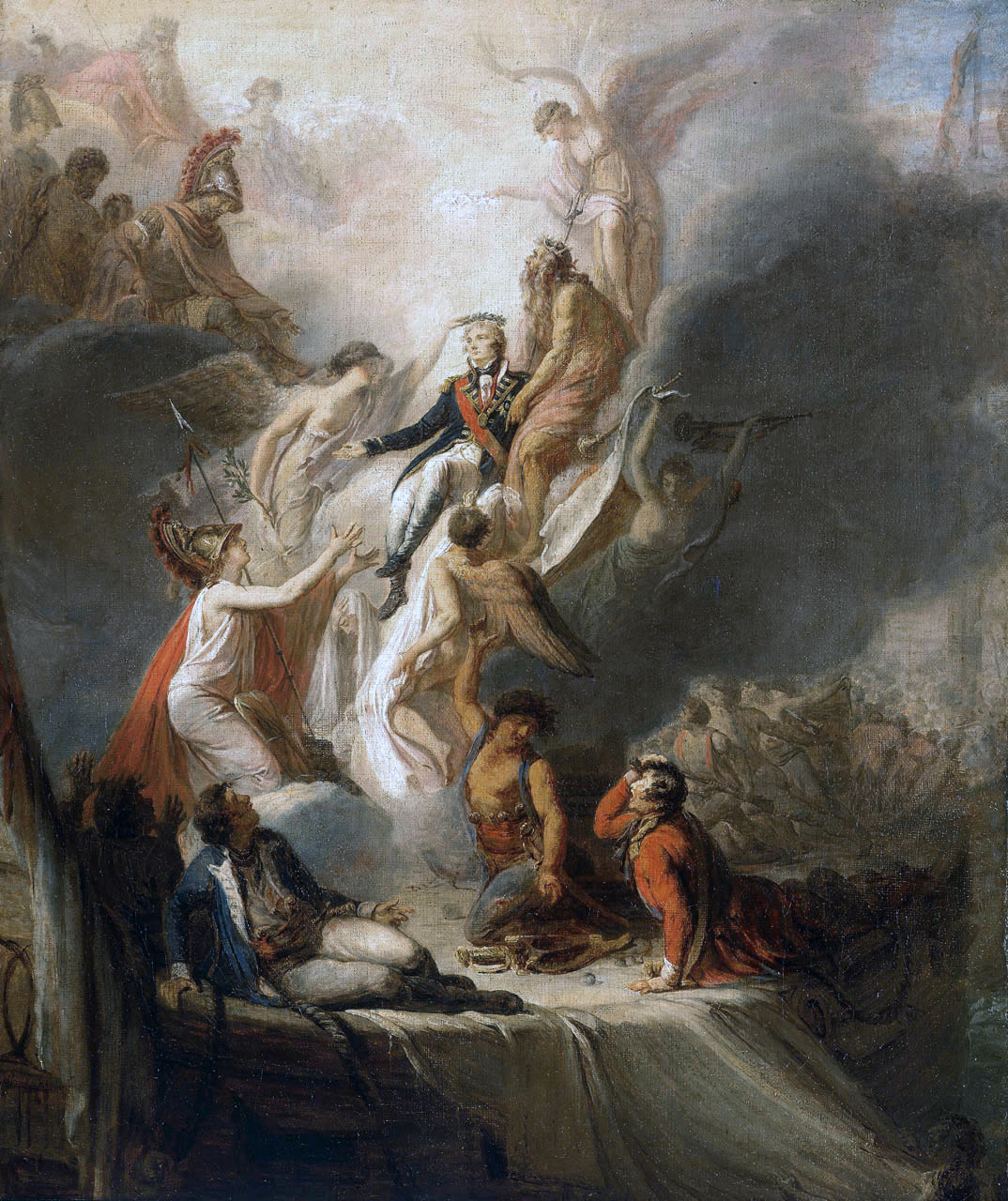
L’Apotheosis of Nelson par Pierre-Nicolas Legrand, 1818.

Nelson est reconnu pour ses talents de meneur d'hommes, au point que certains parlaient de Nelson Touch. Déjà célèbre de son vivant et encore plus après sa mort, il est respecté comme quasiment aucune autre figure militaire dans l'histoire britannique, hormis Marlborough et Wellington. La plupart des historiens pensent que la capacité de Nelson à galvaniser ses officiers supérieurs comme ses marins et ses qualités de stratège et de tacticien expliquent ses nombreuses victoires. Il fut l'un des plus grands commandants de la marine dans l'histoire militaire.
Son souci du bien-être de ses hommes était une caractéristique distinctive, et tout à fait inhabituelle pour les normes contemporaines. Cela s'illustre par son appui énergique à The Marine Society, la première organisation de charité pour les marins, où il siégeait au conseil et qui avait formé et habillé environ 15 % des hommes ayant combattu à Trafalgar.
La « Nelson Touch » marchait aussi en dehors du cercle des marins puisqu'il a été aimé par pratiquement tout le monde en Grande-Bretagne. Aujourd'hui comme hier, Nelson reste un héros populaire, qui figure en 8e place du sondage 100 Greatest Britons, et est largement commémoré lors du bicentenaire de la bataille de Trafalgar en 2005. Des expressions comme « England expects » et « Nelson » (111) restent étroitement associées à des équipes sportives en Angleterre, en particulier le cricket.
En 1818, le peintre français Pierre-Nicolas Legrand de Lérant présente au salon de Berne le tableau L’Apotheosis of Nelson dans lequel l'amiral fait son ascension vers l'immortalité pendant que la bataille de Trafalgar fait rage en arrière-plan. Il est aidé par Neptune alors que Fama tient une couronne d'étoiles au-dessus de sa tête. Britannia lève les bras et Héraclès, Mars, Minerve et Jupiter regardent la scène.
Le musée de la Révolution française expose dans sa salle des faïences, un pichet représentant l'amiral Nelson.

### Nelson et la Royal Navy
La mémoire de Nelson influence toujours la Royal Navy à bien des égards. Elle célèbre le « Trafalgar Day » tous les 21 octobre en l'honneur de « La mémoire immortelle » de Nelson. Son navire amiral, le HMS Victory, bien que navire musée, est toujours officiellement en service actif en l'honneur de Nelson. Le Victory est le navire amiral du Second Sea Lord (« Deuxième Lord de la Mer ») et est le plus ancien navire commissionné encore existant au monde. Il est désormais conservé au Royal Naval Museum de la base navale de Portsmouth.
La balle qui a tué Nelson a été extraite de son corps et est exposée au château de Windsor, tandis que les vêtements tachés de sang qu'il portait, le sont au National Maritime Museum de Greenwich. Une mèche de ses cheveux a été donnée à la Marine impériale japonaise par la Royal Navy après la guerre russo-japonaise pour commémorer la victoire lors de la bataille de Tsushima. Elle est encore exposée à l'Académie navale d'Edashima, un musée public géré par les Forces japonaises d'autodéfense. Une autre mèche est également visible dans le carré du navire musée Britannia, ancien yacht royal, maintenant amarré en permanence à proximité d'Édimbourg en Écosse.
Plusieurs navires de la marine britannique ont reçu l'honneur de s'appeler Nelson, notamment le navire de ligne de 1er rang HMS Nelson (1814) qui initiera la classe de navire de 120 canons Nelson, le croiseur HMS Nelson (1876), le cuirassé HMS Lord Nelson (1906) et le cuirassé HMS Nelson (1927). La base navale de Portsmouth possède aussi un bâtiment appelé « HMS Nelson ». L'United States Navy a eu le destroyer de classe Gleaves USS Nelson (DD-623).

### Monuments et lieux

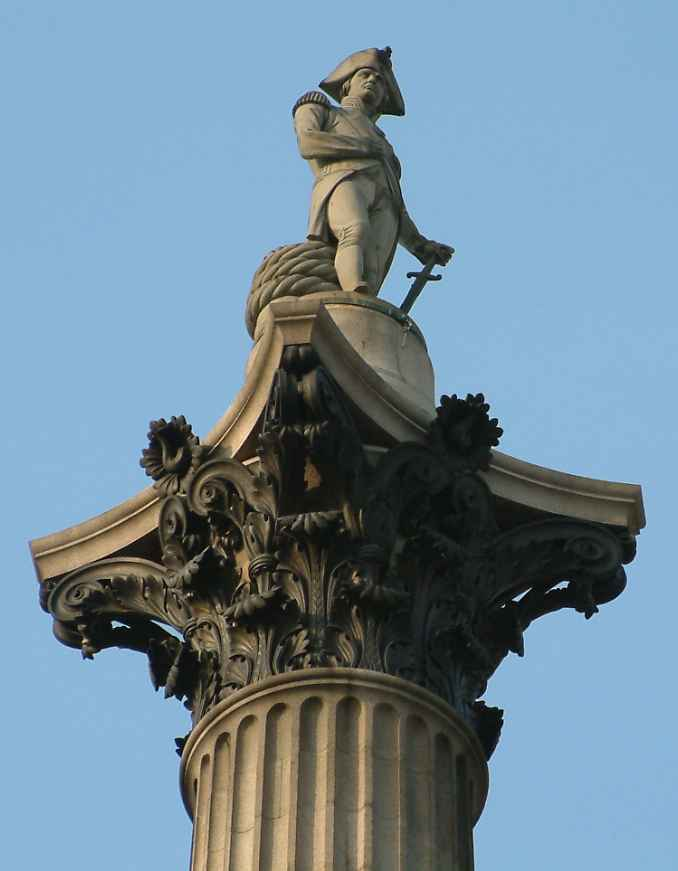
Statue de l'amiral Nelson à Trafalgar Square.

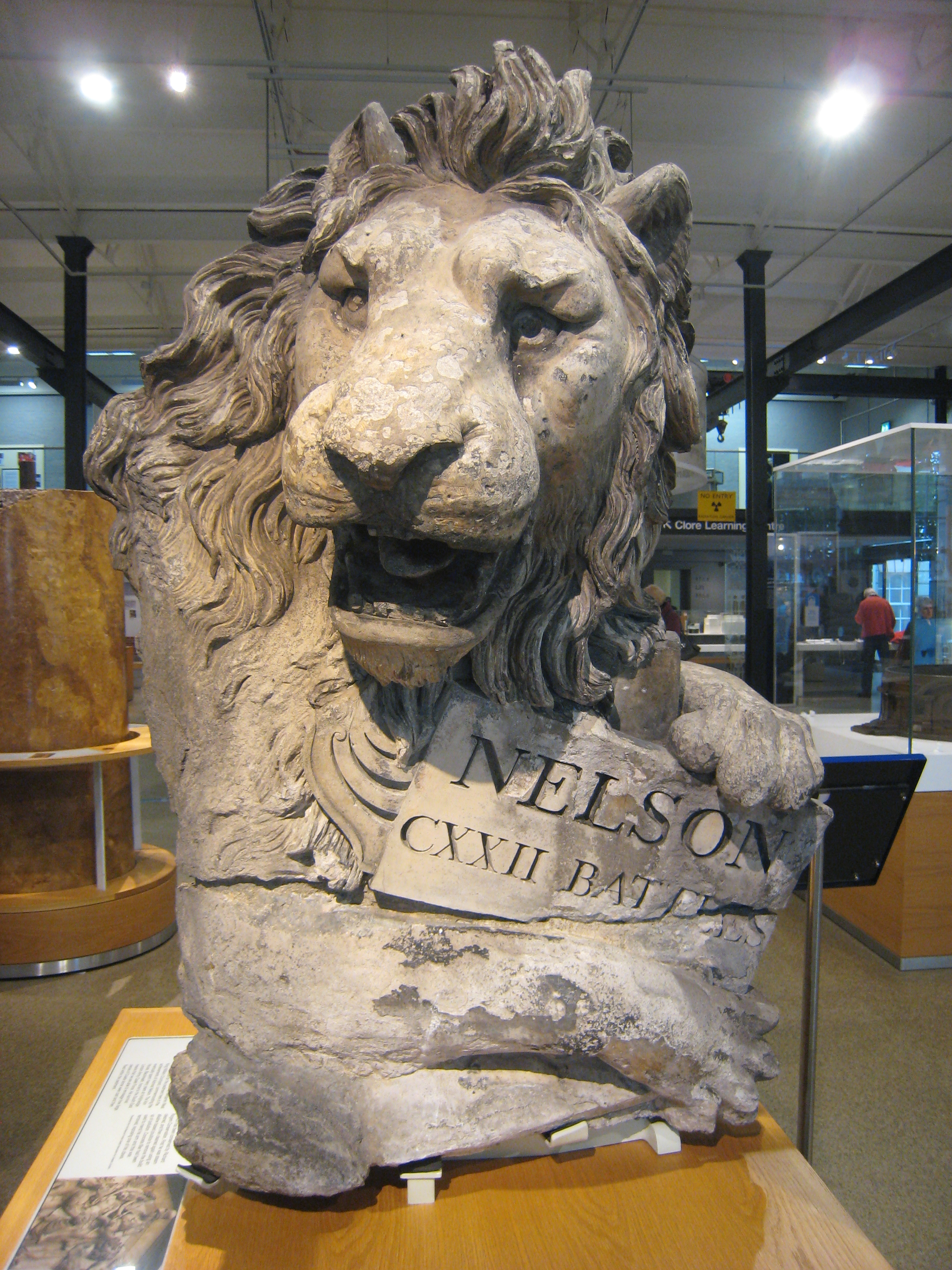
Partie d'un monument du Greenwich hospital représentant la mort de l'amiral Nelson et œuvre de Benjamin West. Le lion britannique tient un rouleau rappelant les 122 batailles de Nelson.

Un certain nombre de monuments et de mémoriaux ont été construits à travers le pays pour honorer sa mémoire et ses réalisations. La période de domination britannique sur mer qui suivit ses victoires est considérée comme un des facteurs de l'essor de l'Empire britannique, ce qui fait que ses monuments se trouvent également hors de Grande-Bretagne. Ceux-ci prennent de multiples formes, la plus célèbre étant la colonne Nelson (« Nelson's Column ») de Trafalgar Square « d'où il peut voir la mer » à Londres. D'autres villes comme Montréal (la première historiquement), Bridgetown et Dublin (« Nelson's Pillar ») ont également leur colonnes et Calton Hill, Portsdown Hill et Liverpool ont un monument. Le village de Swarland a également un modeste mémorial.
Des lieux ont été nommés en son honneur notamment en Nouvelle-Zélande où toute une région porte ce nom, ainsi que la ville principale et le parc national. Au Canada et en Australie dans les États de Nouvelle-Galles du Sud et de Victoria se trouvent également plusieurs villes. Aux États-Unis, beaucoup d'États ont leur ville : la Géorgie, l'Illinois, le Missouri, le Minnesota, le Nebraska, le New Hampshire, New York et le Wisconsin. En Angleterre et au Pays de Galles se trouvent des villes du nom de Nelson. Des comtés, des municipalités et une école élémentaire porte aussi ce nom. Un champ pétrolier et sa plate-forme « Nelson » existent en mer du Nord. Un fleuve porte le nom de Nelson au Canada. Au large d'Aboukir, en Égypte, une île porte également le nom de Nelson. C'est également le cas en Norvège, où une des îles de l'archipel du Svalbard porte le nom de Nelson.
En 2017, une controverse se produit au sujet de l'éventualité du démontage des statues de l'amiral Nelson, celui-ci étant décrit comme vigoureusement raciste et pro-esclavagiste. En 2020, une statue de Nelson est démontée à la Barbade en marge du mouvement Black Lives Matter.

### Nelson dans la fiction

#### Littérature
- Nelson apparaît dans plusieurs romans d'Alexandre Dumas. Dans La San Felice, paru en feuilleton entre 1863 et 1865, l'auteur raconte, sous un jour peu flatteur, la rencontre de Nelson avec Emma Hamilton après la bataille d'Aboukir, ses relations difficiles avec son collègue napolitain Caracciolo et enfin son rôle dans la répression de la République napolitaine en 1799. Dans Le chevalier de Sainte-Hermine, paru en feuilleton en 1869, le personnage principal est le tireur qui a tué Nelson.
- Dans Ulysse de James Joyce, paru en 1922, Stephen Dedalus parle de la colonne Nelson de Dublin.
- Dans la série Horatio Hornblower de C. S. Forester, parue entre 1937 et 1967, le personnage central est en partie inspiré par Nelson ; dans l'un des volumes de la série, il dirige même les funérailles du héros de Trafalgar[199].
- Dans la série romanesque Ramage de Dudley Pope, parue entre 1965 et 1989, le jeune Lord Ramage est envoyé en mission secrète en France pour le compte de Nelson.
- Dans la série Aubrey–Maturin de Patrick O'Brian, parue entre 1969 et 2004, il est l'objet de l'admiration du capitaine Jack Aubrey.
- Dans le premier tome de Caraïbes, de James A. Michener, paru en 1989, Nelson est le personnage central du chapitre intitulé « Un mariage sur l'île Niévès ».
- Nelson apparaît, anonyme mais reconnaissable, dans le roman L'Amant du volcan de Susan Sontag, paru en 1992, qui porte sur sa liaison avec Emma Hamilton.
- Dans Losing Nelson de Barry Unsworth, paru en 1999, on voit un homme obsédé par la figure de Nelson.
- Dans Sharpe's Trafalgar de Bernard Cornwell, paru en 2000, Nelson joue un rôle de soutien.
- Dans Ghosts of Albion de Amber Benson et Christopher Golden, série romanesque publiée entre 2004 et 2006, apparaît à plusieurs reprises le fantôme de Nelson.
- Dans la nouvelle Nelson, du recueil Caprice de la reine paru en 2014, Jean Echenoz présente une facette surprenante de Nelson en 1802.
- Dans la série Temeraire de Naomi Novik, parue entre 2006 et 2016, Nelson survit à la bataille de Trafalgar et est fait duc.
- Dans la série Sherlock, Lupin et moi de Alessandro Gatti, sous le pseudonyme d'Irène Adler, paru entre 2011 et 2020, le mystérieux et rusé majordome des Adler s'appelle Horatio Nelson.

#### Cinéma et télévision
La vie d'Horatio Nelson a été porté à l'écran dans plusieurs productions cinématograhiques et télévisuelles.
- 1911 : The Battle of Trafalgar de J. Searle Dawley avec Sydney Booth ;
- 1918 : Nelson de Maurice Elvey avec Donald Calthrop ;
- 1919 : The Romance of Lady Hamilton de Bert Haldane avec Humberston Wright ;
- 1921 : Lady Hamilton de Richard Oswald avec Conrad Veidt ;
- 1929 : La Divine Lady de Frank Lloyd avec Victor Varconi ;
- 1936 : Le Pacte d'Henry King avec Douglas Scott ;
- 1941 : Lady Hamilton d'Alexander Korda avec Laurence Olivier ;
- 1942 :
  - Le Jeune Monsieur Pitt de Carol Reed avec Stephen Haggard ;
  - Luisa Sanfelice de Leo Menardi avec Osvaldo Valenti ;
- 1950 : Tyrant of the Sea de Lew Landers avec Lester Matthews ;
- 1953 : Les navires attaquent les bastions de Mikhail Romm avec Ivan Solovyov ;
- 1960 : Austerlitz d'Abel Gance avec Rowland Bartrop ;
- 1961 : Triton de Rex Tucker avec Robert James ;
- 1964 : Voyage au fond des mers de Irwin Allen avec Richard Basehart ;
- 1968 : Les Amours de Lady Hamilton de Christian-Jaque avec Richard Johnson ;
- 1973 : Bequest to the Nation de James Cellan Jones avec Peter Finch ;
- 2003 : Mentionné dans Master and Commander : De l'autre côté du monde ;
- 1999 : The Nearly Complete and Utter History of Everything avec Spike Milligan ;
- 2004 : La Sanfelice des frères Paolo et Vittorio Taviani avec Johannes Silberschneide.

#### Bande dessinée
- 2020 : Horatio Nelson de Jean-Yves Delitte et Denis Béchu.
- 2021 : Radcliff, tome 1 « Sur la route des nuages » de Rodolphe et Laurent Gnoni : le personnage principal est hébergé par l'épouse d'un officier de Nelson.

#### Musique
Il est le protagoniste de la chanson Admiral over the Oceans du groupe de power metal suédois Civil War. Un opéra en trois actes de Lennox Berkeley, Nelson (1954), raconte son histoire d'amour avec Lady Hamilton.

## Titres

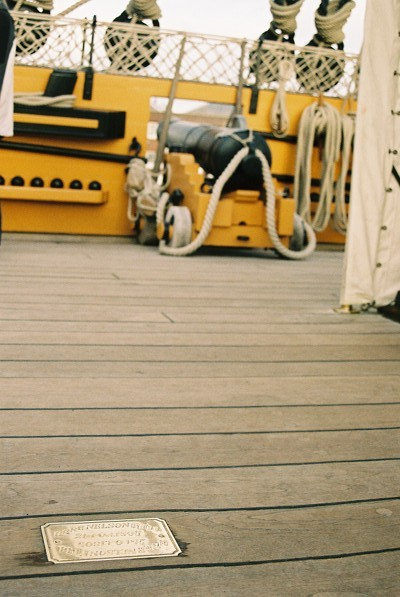
L'endroit de la dunette du HMS Victory où Nelson a été touché.

Sur son cercueil est marqué son titre complet : « The Most Noble Lord Horatio Nelson, Viscount and Baron Nelson, of the Nile and of Burnham Thorpe in the County of Norfolk, Baron Nelson of the Nile and of Hilborough in the said County, Knight of the Most Honourable Order of the Bath, Vice Admiral of the White Squadron of the Fleet, Commander in Chief of his Majesty's Ships and Vessels in the Mediterranean, Duke of Bronte in Kingdom of the Two Sicilies, Knight Grand Cross of the Sicilian Order of St Ferdinand and of Merit, Member of the Ottoman Order of the Crescent, Knight Grand Commander of the Order of St. Joachim ».
Plus simplement, il est appelé « Horatio Nelson, 1st Viscount Nelson », d'après le titre de noblesse créé pour lui et qu'il possède à sa mort. Ce titre est complété par une désignation territoriale : « of the Nile and of Burnham Thorpe in the County of Norfolk », « Nile » faisant référence à l'appellation britannique de la bataille d'Aboukir et Burnham Thorpe étant le lieu de naissance de Nelson. Il est également fait « duke of Bronte », en juillet 1799, pour son soutien aux troupes royalistes de Ferdinand Ier des Deux-Siciles.
Il est colonel des Royal Marines et reçoit les honneurs (« Freeman ») des villes de Bath, Salisbury, Exeter, Plymouth, Monmouth, Sandwich, Oxford, Hereford et Worcester. L'université d'Oxford décerne à Nelson le grade de docteur en droit civil honoraire (« Doctor of Civil Law ») en 1802. Après avoir brièvement utilisé « Brontë Nelson of the Nile » comme signature, il signe « Nelson & Brontë » le restant de sa vie. Ses titres sont en partie récupérés par son frère aîné William, faute de descendance légitime et masculine.
La devise de Nelson est « Palmam qui meruit ferat » (« Que celui qui a mérité la palme la porte »).

### Bibliographie

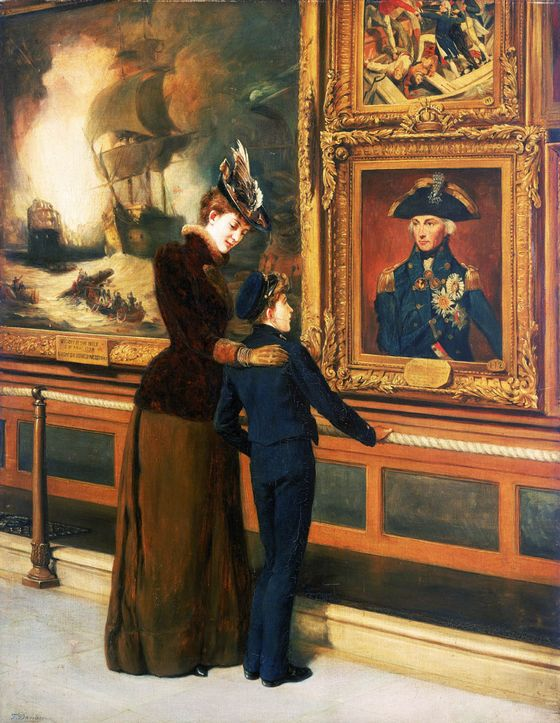
England's Pride and Glory, par Thomas Davidson (1894).